# クヴァーケンブリュック

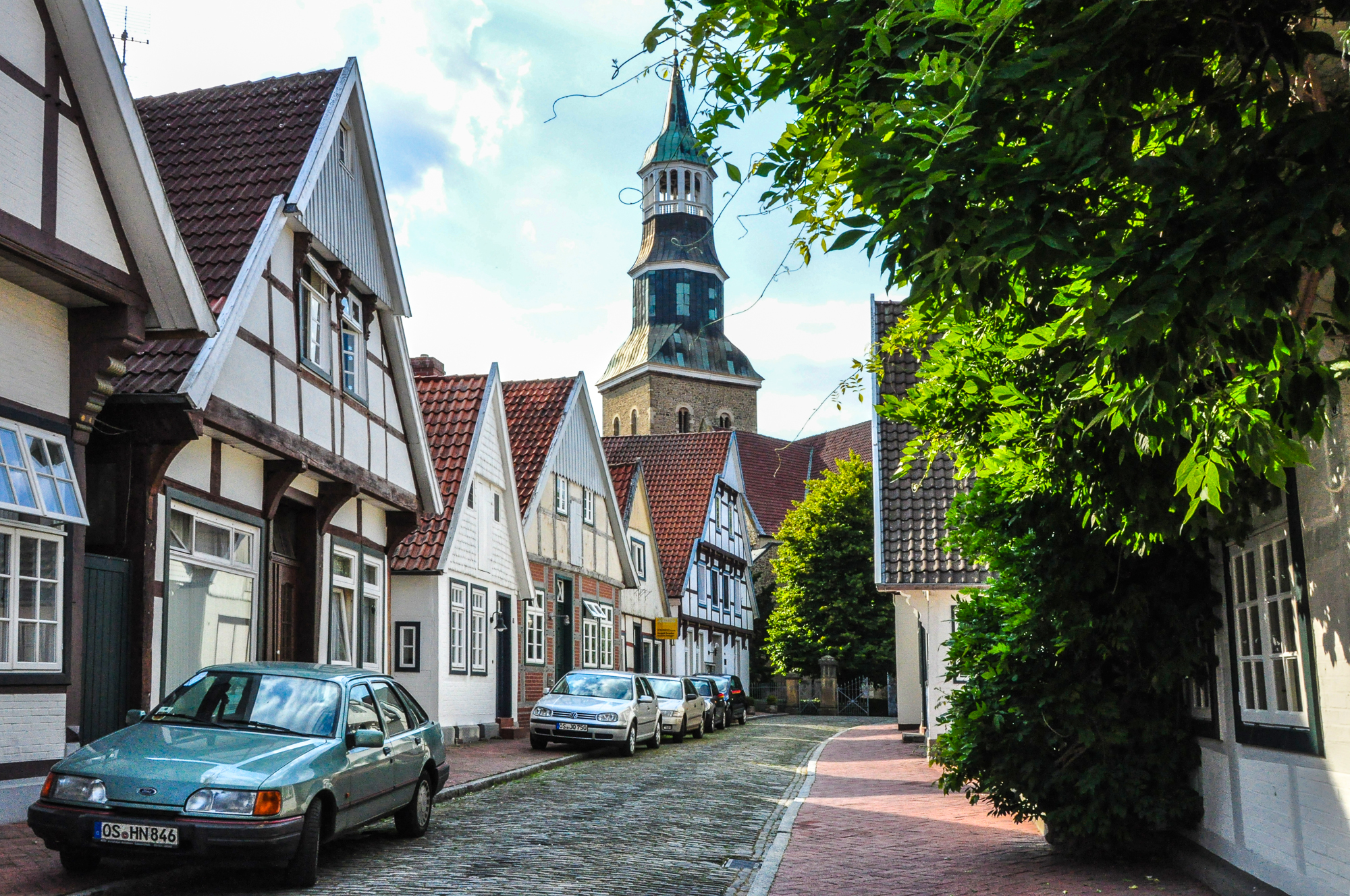
クヴァーケンブリュック旧市街の街並みと聖ジルヴェスター教会の塔

クヴァーケンブリュック (ドイツ語: Quakenbrück, [kvaːk̩nˈbrʏk]) は、ドイツ連邦共和国ニーダーザクセン州オスナブリュック郡北部のザムトゲマインデ・アルトラントを構成する市で、バートベルゲン、メンスラーゲ、ノルトルプとともに構成する同ザムトゲマインデの本部所在地である。本市はハーゼ川沿いに位置している。クヴァーケンブリュックはオスナブリュッカー・ノルトラントとオルデンブルガー・ミュンスターラントとの間に位置するアルトラントの歴史的・経済的・文化的中心である。
クヴァーケンブリュックは1235年に初めて文献に記録されている。本市はブルクマン（城兵）の街であり、後にはハンザ都市でもあった。ブルクマンスホーフに住んだ城兵は、かつてオスナブリュック司教領の北の防衛拠点の役割を負った本市の城の防衛にあたった。
本市の象徴的建造物は福音主義のジルヴェスター教会、カトリックのマリエン教会、かつて5つあった市門のうち唯一現存するホーエ・プフォルテである。歴史的旧市街は、約100棟の様々な時代の木組み建築を特徴とする。
この街は2010年に創設775年を祝った。

## 地理

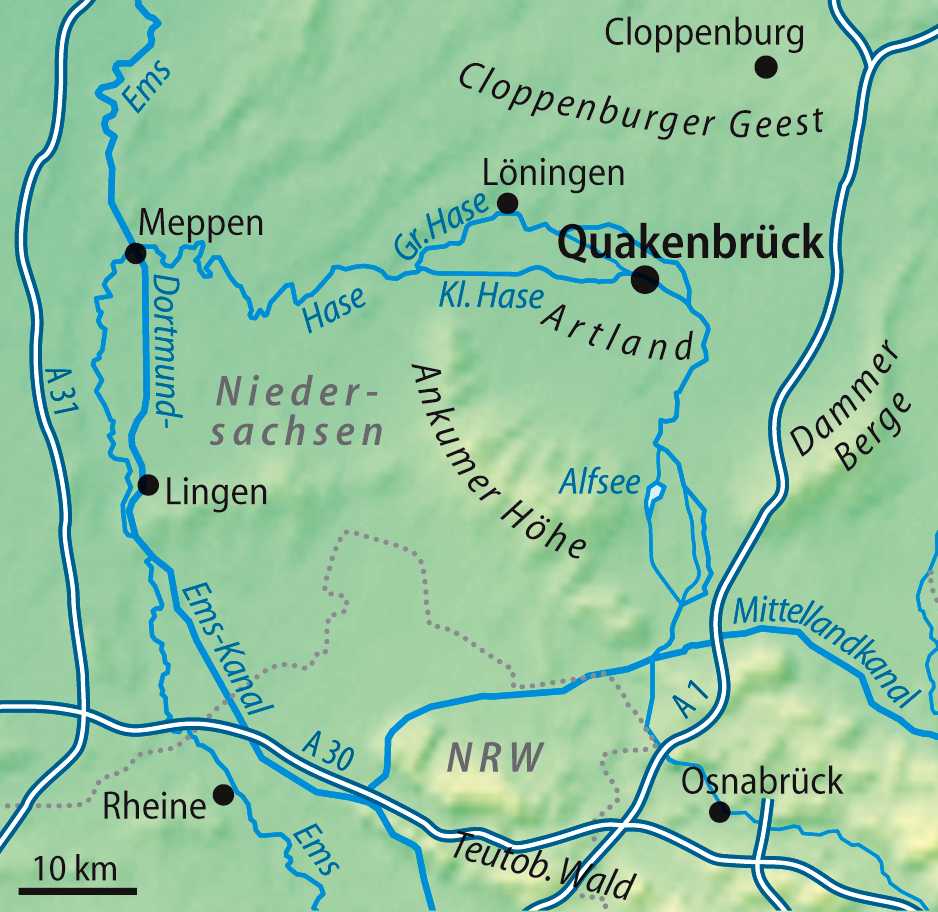
クヴァーケンブリュック周辺地図

### 位置
クヴァーケンブリュックは北ドイツ低地内の、アルトラント沼沢地の中心に位置する。ここは谷の砂地の土地と湿った低地に細分される平地である。南のトイトブルクの森から流れてくるハーゼ川は、クロッペンブルガー・ゲーストに至り、その登り勾配のために西向きに流路を変える。ハーゼ川が分岐して、北のエムス＝フント＝ゲーストの尾根を迂回するために川筋が西に曲がる辺りにクヴァーケンブリュックがある。
都市文書官のハービヒは1700年頃にこの街の立地について以下のように記している。
そしてこの街が大変良い場所に位置していることを書き留めておく。ハーゼ川は、この街のすぐ上流側で6本の流れに分岐して、流れており、すべての不潔なものを流し去る。また、多くの橋が架けられている。—ハインリヒ・ベーニング、Quakenbrück. Geschichte einer norddeutschen Kleinstadt

### 地学
第三紀の高地の北側に位置する低地内、ハーゼ川の氷河谷では勾配差が小さいため内陸デルタが形成されている。内陸デルタの土地は、その大部分がアルトラントに位置し、氷期の間に氷河から融け出した水の作用によって生じた堆積物で主に形成されている。このデルタは17世紀以降人の手によってその姿や大きさを大きく変えている。運河が造られ、排水がなされ、川には堤防や堰が建設された。特にシュッツェンホーフ近くの越水口建設とグローセ・ハーゼ川（ハーゼ川本流）の迂回工事によって、1683年以降クヴァーケンブリュック旧市街は洪水から護られている。
ボーリング調査の結果は、最上層がローム質および砂質の更新世の堆積物からなることを示している。最上層の厚さはおよそ 5 -7 メートルであることを示している。この層の下には約 10 メートルの厚さのローム質および泥灰質の堆積層がある。25 - 30 メートルの深さにある砂質の地層は、地下水の豊かな帯水層を形成している。帯水層の最も浅い箇所は 2 - 6 メートルの深さにある。

### 市域の広がり
この街は、何世紀もの間半円形に発展してきた。これは、マルクト広場の北わずか 500 メートルをオルデンブルガー・ラントとの国境があり、北側への発展は不可能であったためである。1972年の地域再編によって、それまでエッセン (オルデンブルク) に属していたヘンゲラーゲが合併したことでこの状況は解消した。南は市内を西に向かって流れるクライネ・ハーゼ川が自然の境界となっていたが、中世初期にはすでに橋が架けられた。ここには衛星集落「アントーニオルト」が発展した。
半円形の街の形状は現在もはっきりと認識でき、街の西、北、東を通る連邦道 B68号線によって一層強調されている。連邦道を挟んで北東側がハーケンカンプ地区である。アルトシュタット（旧市街）から鉄道で分けられた南西側部分が20世紀初めに建設されたノイシュタット（新市街）である。
市域の南北の最大幅は約 5.0 キロメートル、東西軸のそれは約 7.0 キロメートルである。

### 市の構成

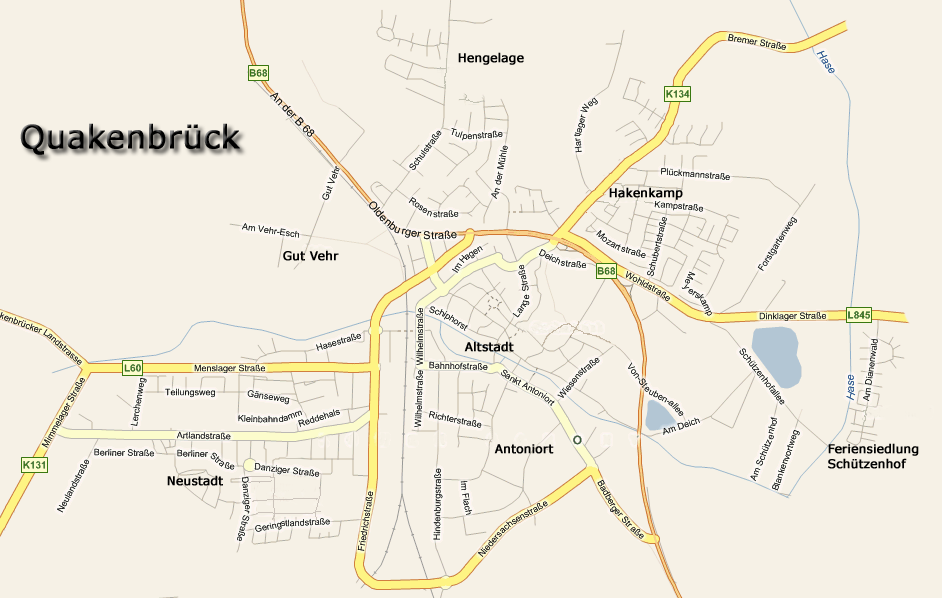
クヴァーケンブリュックの主要部地図

市域は以下の地区で構成されている: アルトシュタット（旧市街、人口約 4,000人）、ノイシュタット（新市街、約 5,000人）、ハーケンカンプ（約 2,500人）、ヘンゲラーゲ（約 2,000人）、アントーニオルト、グート・フェール、エアホールングスゲビート・シュッツェンホーフ（シュッツェンホーフ保養地）。
クヴァーケンブリュックの「アルトシュタット」は五角形のマルクト広場の周囲に集まっており、ランゲ通りをメインストリートとしている。アルトシュタット全域は、歩行の速度で自動車の通行が許されている。ランゲ通りは一方通行で、自動車レーン、自転車レーン、歩行者レーンに分かれている。一段高くなっている歩行者レーンは色分けされて示されている。歩行者専用地区の整備は放棄されている。
1348年にハンセン病とペストがこの街を襲った時、クライネ・ハーゼ川の対岸を通るシュタイン通りのシュタイン門外に聖アントーニ施療院が開設された。この周辺はその後たちまち発展し、「ザンクト・アントーニ・ハルベ・シュタット」と呼ばれる衛星都市となった。「ハルベ・シュタット」（半都市）とは、そこに住む住民が住民集会で半票の投票権を行使できる地区で、内市街の城兵によるこの衛星都市に対する措置を否決できない状態を指す概念である。1398年には、シュタイン通りに対してザンクト・アントーニオルト、5つの市門のうち南の門であるシュタイン門に対してアントーニ門という呼称が定着した。
かつては「ヴィーラーゲ」と呼ばた北西部の「ヘンゲラーゲ」は、グート・フェールの領域に建設された。この地区は1972年までオルデンブルガー・ラントに属しており、クヴァーケンブリュックの市域に棘のように張り出してクヴァーケンブリュックが北西方向に広がるのを長らく阻止していた。
ノイシュタットの発展は1920年代に始まった。鉄道の南西側約 250 ヘクタール以上のメルシュラントとよばれる無人の湿地に飛行場が造られ、1935年に空軍基地に拡充された。第二次世界大戦中には飛行機整備工場が設けられた。1945年にイギリス軍によって占領され、同じ年にポーランド軍に引き渡された。1947年末にこの土地は占領軍兵士から解放され、1948年から軍事施設の撤去が始まった。拡充された軍事施設の多くの建物が保存され、企業がこれに入居した。かつての軍事病院地区は民間病院となり、東プロイセンのレッツェン（現在のギジツコ）で1909年に創設された婦人社会奉仕団母の家ベターニエンもこうした建物に入居した。1948年から1973年まで兵舎の建物にはブレーメン上級郵政局の郵便学校が入居していた。宿営は主に民間人の居室として利用された。これに隣接する周辺地域に集落が形成されたことが新たな市区の成立に寄与した。
シュッツェンホーフ・レジャー地区は、1847年にクヴァーケンブリュック射撃協会1589 e.V. によって市の東部、ハーゼ川越水口の近くに宿泊施設を有する射撃場を設けたことに始まる。ここはその後すぐにハイキングの目的地となり、「シャウプラッツ・ファーターレンディシャー・フェアアンシュタルトゥンゲン」（直訳すると「愛国的行事開催場」）に発展した。広大な公園内の約 2 キロメートルにおよぶオークの並木道をアプローチに持つローマ風の建物は、1970年代に解体され、カフェ＝レストラン、テニスコートやミニゴルフ場を備えた近代的な建物に建て替えられた。だがこの建物は先代の建物に比べて人気があるとは言えない。それでもここは、湖に近く、様々なスポーツ施設が充実した、広大で、多くの人が訪れるレジャー施設に発展した。射撃場では毎年射撃祭が開催される。

### 隣接する市町村
クヴァーケンブリュックは、北はアッドルプ村のあるエッセン (オルデンブルク)（約 6 キロメートル）、東はディンクラーゲ (13 キロメートル)、南はバートベルゲン (5 キロメートル)、西はメンスラーゲ (12 キロメートル) と境を接する。
バートベルゲンとメンスラーゲは、クヴァーケンブリュックおよびノルトルプとともにオスナブリュック郡内でザムトゲマインデ・アルトラントを形成している。ディンクラーゲはフェヒタ郡、エッセン (オルデンブルク) はクロッペンブルク郡に属す。

### 気候
クヴァーケンブリュックは、北海岸の海洋性気候から南部および東部の大陸性気候への移行部に位置するニーダーザクセンの温帯気候域に属しており、北海からの湿った北西風により影響を受ける海岸性気候の特徴を持つ。
クヴァーケンブリュックの年間平均気温は 8.5 - 9.0 ℃、年間降水量は約 616 mm である（ドイツ全土の平均年間降水量は約 800 mm）。最も暖かい月は7月と8月で、その平均気温は 17.2 ℃ および 16.9 ℃ である。最も寒いのは1月と2月で、平均気温は 1.6 ℃ と 2.2 ℃ である。最も多くの降水があるのは6月と7月で平均月間降水量は 69 mm および 75 mm、最も少ないのは2月と3月で 36 mm と 42 mm である。5月から8月までの間に平均 20 -25日の夏日がある。雨の日数は12月が10日で最も多いが、降水量 49 mm は平均程度である。
また、クヴァーケンブリュック地域とベルゼンブリュック地域を比較すると、前者の方が降水量が少ないことに注意すべきである。さらに 40 キロメートル西南西のエムスラントに位置するリンゲンにおける平均年間降水量の長期平均値は 789 mm で、200 mm 近い差がある。こうした降水量分布は、おそらく一部は、この地域の地理的環境に原因がある。クヴァーケンブリュックの南西に、氷河期のモレーンでできた丘陵であるアンクム高地が延びている。この高地は北ドイツ低地から南北に隆起しており、その北端がベルゲの近くに位置している。通常の北ドイツの海洋性気候は南西から北西の風が支配的である。この地域に降水をもたらす南西からの風が吹くと、この地域で唯一の隆起であるアンクム高地で若干の風上と風下が生じる。その結果、隆起の東から北東地域では、西から南西の地域に比べて乾燥する。

## 住民

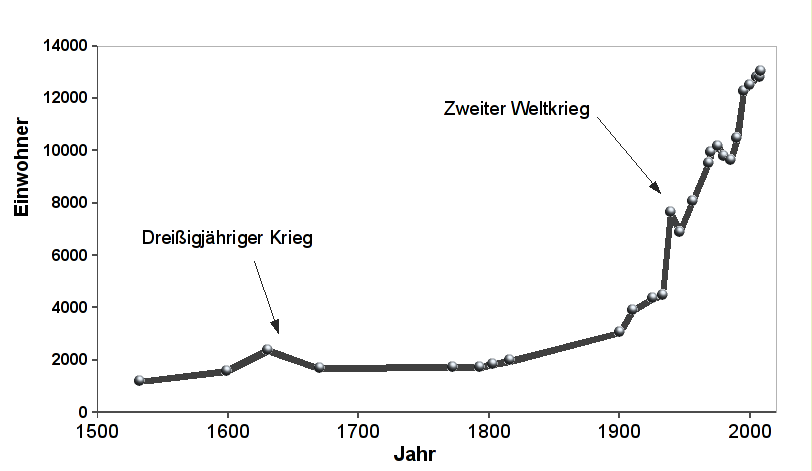
クヴァーケンブリュックの人口推移

### 人口推移
16世紀初頭になって初めて街の人口についての資料が出現する。主に租税台帳で世帯数が記されており、ここから人口の概数を算定することができる。ニーダーザクセン州の州立文書館であるオスナブリュック州立文書館は16世紀の台帳を3冊所蔵している。これを基礎に1512年、1532年、1599年の人口が推定されるが、ここから2度のペストの流行（1522年と1576年から1578年）や八十年戦争の影響を算出することはできなかった。2度目のペストの流行では710人が死亡したと別の文書が伝えている。1667年から教会記録簿、1672年から Rauchschutzregister の運用が開始され、文献の状況は良くなっている。1772年からは人口調査結果が存在する。
第一次世界大戦が人口推移に及ぼした影響に関する研究はない。ドイツ国の人口調査は1925年に初めて行われたためである。第二次世界大戦の影響は看過できない。1946年の人口は追放された人々で大きく増加したにもかかわらず、1939年の人口よりも少なかった。
第二次世界大戦後、人口のわずかな減少は繰り返しあったものの、実質的には故郷を逐われた人々や引き揚げ者たちの流入で、クヴァーケンブリュックの人口は絶えず増加していった。人口密度は、1939年の約530人/km2 から2008年には 714人/km2 にまで増加した。
| 年   | 人口（人） |
| ---- | ---------- |
| 1512 | 900        |
| 1532 | 1,200      |
| 1599 | 1,600      |
| 1630 | 2,400      |
| 1670 | 1,700      |
| 1772 | 1,755      |
| 1793 | 1,748      |
| 1803 | 1,855      |

| 年   | 人口（人） |
| ---- | ---------- |
| 1816 | 1,989      |
| 1900 | 3,074      |
| 1910 | 3,910      |
| 1925 | 4,368      |
| 1933 | 4,497      |
| 1939 | 7,678      |
| 1946 | 6,917      |
| 1956 | 8,096      |

| 年   | 人口（人） |
| ---- | ---------- |
| 1961 | 8,777      |
| 1968 | 9,542      |
| 1970 | 9,970      |
| 1975 | 10,203     |
| 1980 | 9,807      |
| 1985 | 9,639      |
| 1990 | 10,478     |
| 1995 | 12,290     |

| 年   | 人口（人） |
| ---- | ---------- |
| 2000 | 12,534     |
| 2005 | 12,829     |
| 2007 | 12,822     |
| 2008 | 13,068     |
| 2011 | 13,223     |
| 2013 | 13,820     |

### 移住者
第二次世界大戦後、クヴァーケンブリュック地方には、シレジア、東プロイセン、ポンメルン、ズデーテン地方から逐われた人々が住み着いた。これに加えて、1960年代からはトランシルヴァニアの、1970年代からはオーバーシレジアやその他のポーランド地域のドイツ系住民が移り住み、1980年からはドイツ系ロシア人、さらに1993年以降はドイツ語が話せない家族も主にロシアやカザフスタンから移住してきた。
その上、他のドイツの大きな都市と同様に、経済成長期に労働力の需要を外国人労働者の募集で補い、その一部がこの街に永続的に定住した。こうして、20世紀末の数十年間で流入したロシア人やギリシア人は約900人ないし700人となり、人口の上ではクヴァーケンブリュックで最も有力な民族コミュニティを形成した。ポーランド人も比較的大きな民族グループで約250人であるが、トルコ人などの「古典的外国人労働者」は約100人のとても小さなグループに見える。しかしこれらの労働者がギリシア国籍を有する主に西トラキアのトルコ人であることを考慮しなければならない。全人口に占める外国人の割合は、2008年12月1日現在1,520人、11.63 % である。このうち男性が 840人 (13.23 %)、女性が 680人 (10.18 %) である。2011年の人口調査によれば、クヴァーケンブリュック住民の 36.6 % が移民を祖先に持つ。

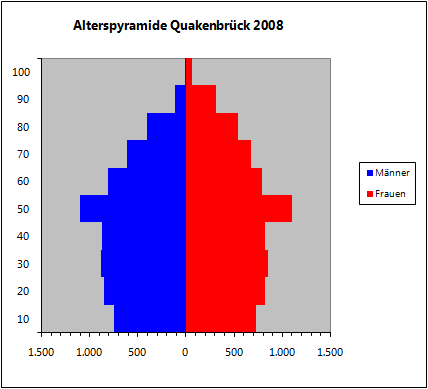
クヴァーケンブリュック市の2008年12月時点の男女別人口ピラミッド

クヴァーケンブリュック住民は、70以上の異なる国籍を持つ人々の集まりである。これには移民のほかにバスケットボールクラブ アルトラント・ドラゴンズで活動する選手やスタッフも含まれている。いくつかの国は1人または1家族だけがその国籍を保有している。

### 人口ピラミッドと男女別分布
クヴァーケンブリュックの未成年（20歳未満）の比率は 22.5 %（ドイツ全土では 21.3 %）、20歳以上60歳未満は 48.7 % (55.7 %)、高齢者（60歳以上）は 28.8 % (23 %) である。青年と老人の比は 46:29、ドイツ全土のそれは 38:41 である。

### 宗教
クヴァーケンブリュックは伝統的に福音主義の街である。しかし時代によってとても小さなカトリック組織も形成された。1628年には1人だけカトリック教会に属すフーゴ・マイヤーという名前の人物がいた。その後の数的な発展については不明である。クヴァーケンブリュック住民の宗教分布についての統計が常に記録されていないためである。1600年頃、カトリック住民は100人いた。1624年には37人のカトリック信者が記録されている。この数値はその後150から200人程度にまで増加した。1662年のビンデルスの Geistlicher Polizei-Ordnung には以下のように記されている。
80人を超えない、最大に見積もっても 90人程度の信者が教会を建設した—リヒャルト・ビンデル、Geistliche Polizei-Ordnung des Fürstentums Osnabrück vom Jahre 1662
住民登録台帳が信頼できる数値を初めて伝えている。1803年の人口調査は宗教分布の内容を含んでおり、プロテスタント 1,603人、カトリック 182人と記録している。カトリック住民の比率はその後増加した。1833年の人口調査では、その比率は 20 % を超え、2,279人の住民のうち、1,799人がルター派、473人がカトリック、7人が改革派であった。1900年には 2,082人の福音主義信者と 992人のカトリック信者がクヴァーケンブリュックに住んでいた。
20世紀の後半から、主に故郷を逐われた人々が流入したことでカトリック組織はさらに拡大した。

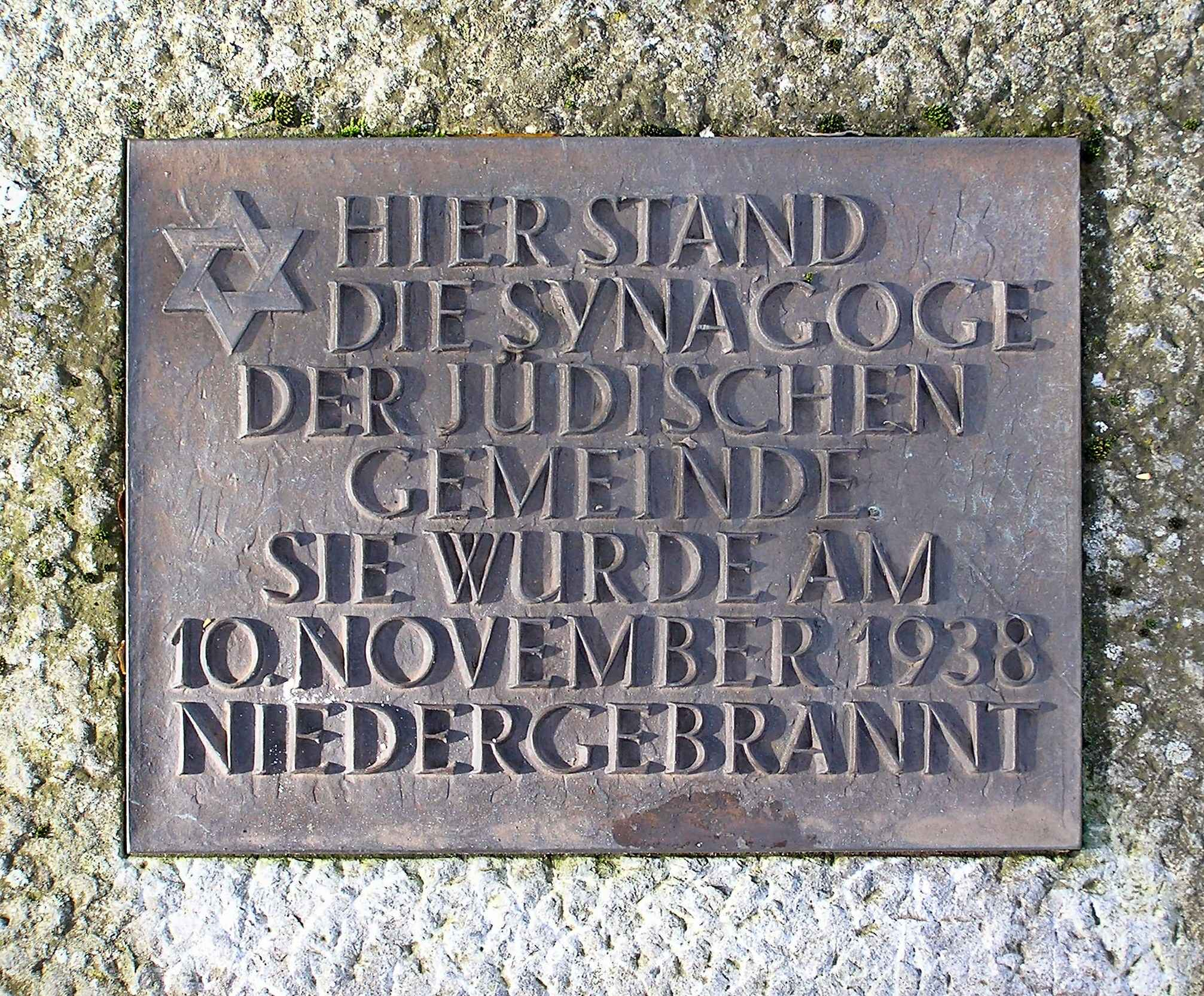
シナゴーグ跡を示す記念板

1844年、クヴァーケンブリュックに最初のユダヤ人家族が定住した。その後数十年の間にユダヤ系住民は増加した。1867年に 17人、1895年に37人と増え、1926年には最多数の約 100人に達した。1897年にクヴァーケンブリュックにシナゴーグが建設された。バートベルゲンにあった古い礼拝所が解体され売却されたためであった。1913年の会則により、クヴァーケンブリュックは公式にシナゴーグ教区の本部所在地となった。シナゴーグと並行してクヴァーケンブリュックにはユダヤ人小学校が設けられた。最初の教師は1898年に就任した。10人に満たない少ない生徒数のため学校の存続が危ぶまれ、役所は学校の閉鎖を何度も考えた。ユダヤ教団はこれに対して長らく抵抗し、クヴァーケンブリュック市からの援助を引き出した。1924年、この学校はついに閉鎖され、最後の2人の生徒は福音主義の学校に編入された。旧ユダヤ人墓地はシュタイメラーゲ・ヴェークにある。この墓地は1930/31人に設けられた。バートベルゲン近郊のグローテにあったこの教団の古い墓地は荒らされてしまった。
2008年12月1日のクヴァーケンブリュック住民登録課の統計によれば、福音主義ルター派は 5,604人、ローマ＝カトリック信者は 4,050人で、やはり25 % 弱であった。2011年の人口調査は、福音主義信者が 46.5 %、ローマ＝カトリック信者が 30 %、正教徒が 3.2 %、その他の宗教の信者またはいずれの宗教団体にも属さない者が 19.2 % であった。
| 宗派                  | 男声  | 女性  | 計     |
| --------------------- | ----- | ----- | ------ |
| AK 復古カトリック教会 | 1     | 0     | 1      |
| LT 福音主義＝ルター派 | 2,584 | 3,020 | 5,604  |
| NW 不明               | 12    | 20    | 32     |
| RF 福音主義＝改革派   | 12    | 17    | 29     |
| RK ローマ＝カトリック | 1,915 | 2,135 | 4,050  |
| VD その他             | 1,870 | 1,482 | 3,352  |
| 計                    | 6,394 | 6,674 | 13,068 |

## 歴史

### 地名の語源
1235年に quakenbrugge という表記で初めて登場するこの奇妙な街の名前の確たる意味はほとんど分かっていない。後半部分が川を渡る橋(ドイツ語: Brücke) であることは明らかであるが、前半部分については数多くの推測がなされている。ビャクシンの古い表記が quakeln であり、少なくない研究者がこの街の名前を「たもとにビャクシンのある橋」と解釈している。しかし、大昔はハーゼ川の沼地であったこの地域に、いつビャクシンがあったのか疑わしい。これに対して、「小径」「小さな橋」を意味する古いオランダ語の kwak だとする説がある。ほとんどの研究者は歴史家ヘルマン・ロテールトが唱える以下の説に賛同している。
クヴァーケンブリュックという名前は、カウキー族 (Chauken) と同様、アングロサクソン語の Chauken（震える）に由来する。古英語の quagmire、ユトランド語の kvag はこの言葉に由来するが、どちらも「沼地」を意味する。カウキー族は海岸の沼地に住む人であり、クヴァーケンブリュックは揺れる小径に架かる橋、あるいはもっと直接的に揺れる沼地の上に架かる橋を意味している。—ヘルマン・ロテールト、Geschichte der Stadt Quakenbrück in älterer Zeit
近代のこの街を示すキャラクターであるオタマジャクシ (ドイツ語: Kaulquappen) やカエルとは関係がない。

### 始まりと街の創設
クヴァーケンブリュックの創設に関する文献は存在しない。1383年の大火が古い基盤を焼き尽くしてしまった。研究者はオスナブリュック司教文書の1235年の文献を最初の資料としているが、入植の始まりはかなり古いと推測されている。この最初の文献ですでに水車が話題となっているからである。これはおそらく堅牢な司教の荘園について述べたものと推測される。この荘園は、地理的に重要な場所にあるハーゼ川の徒渉地を護っていた。参事会を創設した司教の狙いは、クヴァーケンブリュックは、テックレンブルク伯、ラーヴェンスベルク伯、オルデンブルク伯に対する司教区最北の砦とすることであった。

### 城、城兵とその館
クヴァーケンブリュックの城に関する最初の文献記録は1279年のもの（ただしその写本）であり、司教区の創設と同時か、それ以前に建設された。この城砦の取り壊しは15世紀末から16世紀初頭に行われた。現在その遺構は見られず、1970年に新しい建物が周囲の城兵の館を消し去った。マリエン教会のすぐ裏手にある隆起は明らかに識別できる。遺されているのは、3棟のかつての城兵の館である。これらは、防衛の脆弱な場所を防衛する役割を負って戦略的に建てられている。
防衛の必要性がなくなると、城兵の重要性は失われ、19世紀の初めまでその名前だけが残った。市民階級の興隆によりクヴァーケンブリュックは大きなマルクト広場を有する市民都市として発展した。マルクト広場はかつて城兵の馬上試合場であった場所だが、商業の中心地となった。手工業者連合会が成立し、周辺地域と取引関係が締結された。クヴァーケンブリュックは内陸地方と海岸地方との流通交易の中心地となった。初めは城兵のみが司法権を行使したが、1469年以降は、市民階級も議会でこれを代行するようになった。城兵と市はこの頃から独自の印章を使用するようになった。1492年からは4人の城兵と4人の市民が議会を形成した。この議会は16世紀末から6人の市民だけで形成されるようになった。

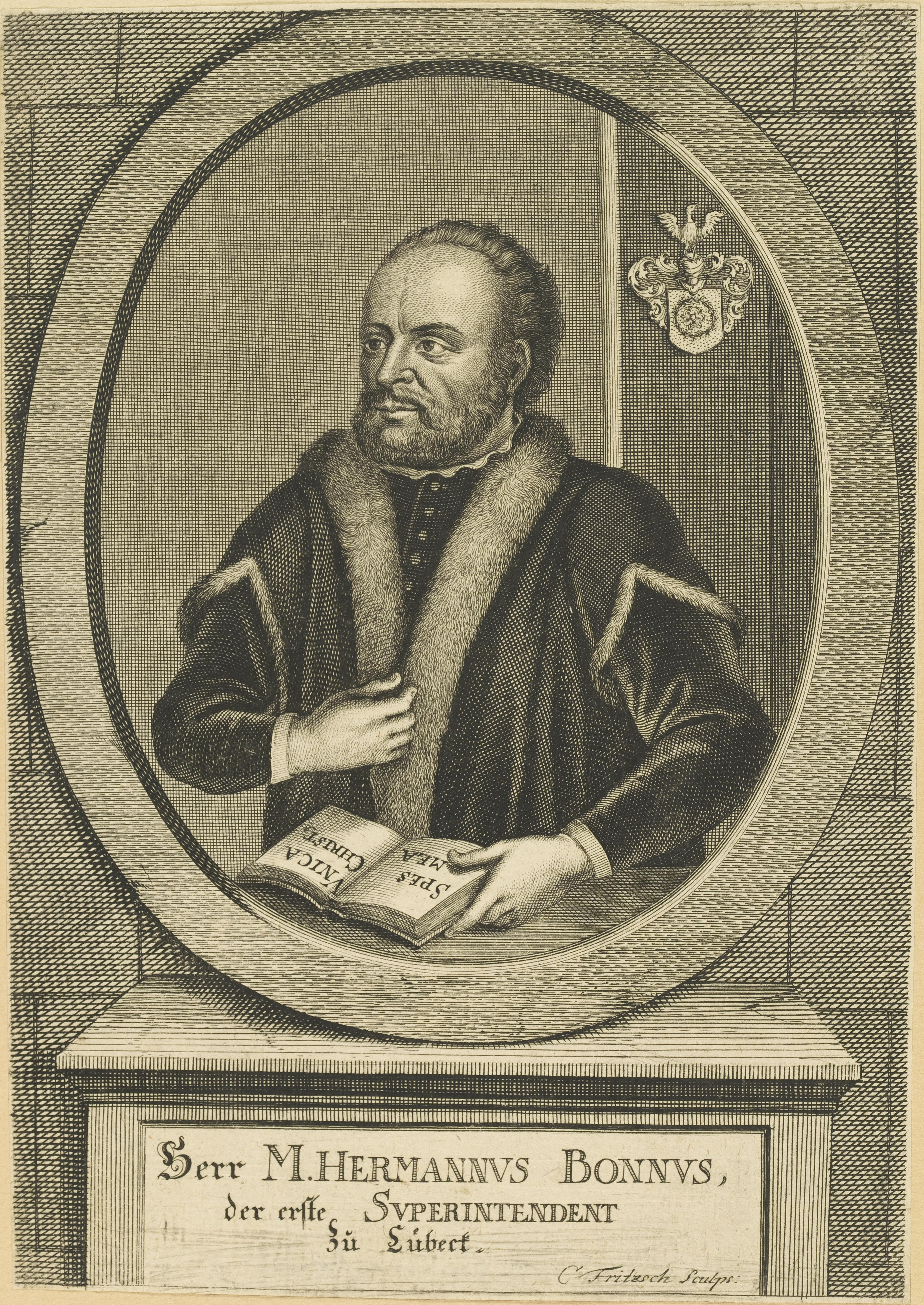
ヘルマン・ボンヌス

### 宗教改革
クヴァーケンブリュックのヘルマン・ボンヌスがもたらした宗教改革はこの街に根付き、変革をもたらした。ボンヌスは、オスナブリュック司教区のみならず、北ドイツ全体の教会の発展に寄与した。クヴァーケンブリュックでは抵抗はなく、住民の一部はすぐに福音主義に改宗し、あるいは中立の立場を取った。参事会教会はこれにより福音主義に改宗された。
いくらかの例外を除き、カトリック教徒はその後福音主義の信仰を受け容れた。ボンヌス自身はその郷里と常に連帯し、福音主義の信仰が急速に広まることを喜ばしく思った。1536年に低地ドイツ語の聖書の手稿を故郷の教会に寄贈したことがそのきっかけの1つであった。これは『ボンヌス聖書』という名で知られている。—聖ジルヴェスター教会
1544年にハンザ同盟に加盟し、裕福な市民の小都市となったクヴァーケンブリュックでは、100年以上にわたる宗教の転変が始まった。主にカトリック住民に囲まれた福音主義少数派地域が発展したためである。それは様々な災厄の時代でもあった。1565年にグローセ・ミューレン通り沿いの32軒の家屋が焼失、1522年にすでにこの街で猛威をふるい住民の大部分の命を奪ったペストが1576年から1578年に再流行した。この時は110軒の家で710人が死亡した。グローセ・ミューレン通り沿いだけで70人が亡くなった。

### 三十年戦争
クヴァーケンブリュックにおける三十年戦争は、1623年にカトリック連盟が「驚愕と過激さとともに」入城したことから始まった。それは様々な戦闘部隊が入れ替わり立ち替わり本市を占領することに耐える時代の始まりであった。カトリック連盟の司令官ティリー伯は1627年にクヴァーケンブリュックに対して保護状を発行したが、実際には何の効力も持たなかった。その1年後に225人の「防衛部隊」がこの街に宿営し、その後スウェーデン軍もこの街に滞在した。1635年、スウェーデンの中隊がカトリック軍の攻撃を受け、この街は両軍の兵士によって略奪された。両軍の戦闘を前に本市に残された最後の防衛策は、ハーゼ川に架かる橋を破壊し、請願書をオスナブリュックに送り、救いを乞うことだけであった。
フェルデンの教区監督フィトゥス・ビューシャーはスウェーデン軍の同意を得てこの地域に福音主義の信仰を根付かせる努力を行った。オスナブリュックの司教領主に復位したフランツ・ヴィルヘルム・フォン・ヴァルテンベルクは、1650年にフランシスコ会に対し、クヴァーケンブリュックに拠点を置き、わずかに残ったカトリック信者の魂の救済に努めるよう委託した。
三十年戦争終戦後、Capitulatio perpetua Osnabrugensis（オスナブリュック恒久降伏協定）に基づき、参事会礼拝堂の所領は両宗派に分割された。カトリック側は主に旧主席司祭館および助任司祭館の土地と建物を得た。これらは福音主義側に 762帝国ターラーで買い戻された。カトリック教区組織はこの売却益をマルクト広場と旧城砦との間の土地の購入に充てた。ここにはかつての城兵の屋敷跡やこれに付属の防衛塔があった。フランツ・ヴィルヘルム・フォン・ヴァールテンベルクは1652年、この場所にマリエン教会の礎石を据えた。その完成は1696年にまで長引いた。
この街は17世紀末に再び興隆した。1667年には縮絨装置や亜麻布倉庫をもつ2基の市営水車の周辺に 44軒の織物職人が住んでいた。1750年には、シュレーダー・アム・マルクト商店が設立された。この商店は、ヨーロッパ全土で活動する商人一族の本店として機能した。クヴァーケンブリュックは、1769年には 10軒の錫職人を擁するニーダーザクセン西部の錫加工の中心地となっていた。「クヴァーケンブリュックの壺」は専門家の間で評判を博した。

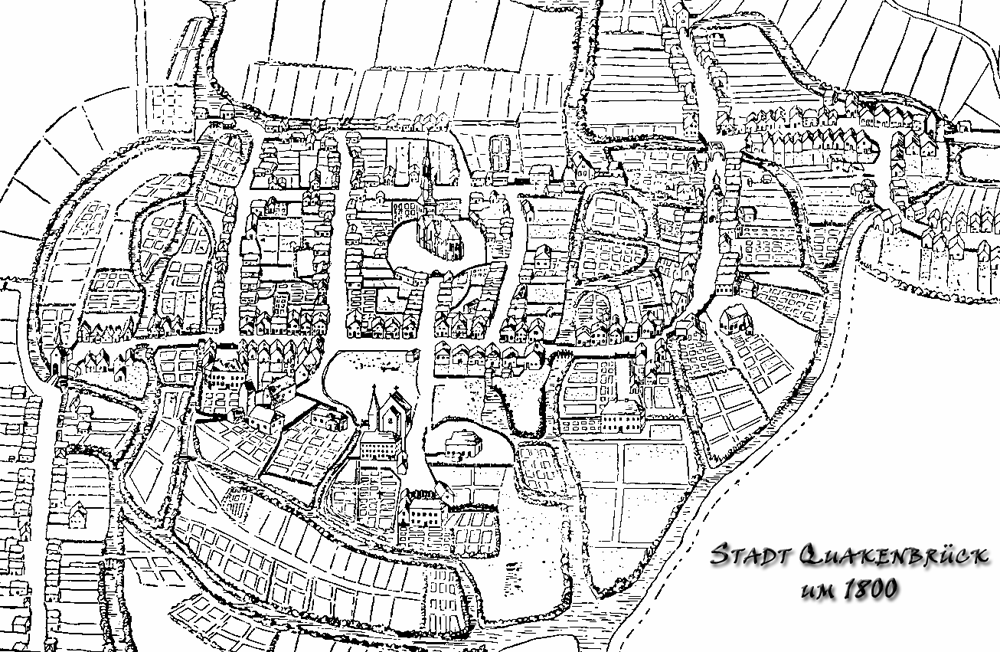
1800年頃のクヴァーケンブリュック市の絵図

### ナポレオン時代
クヴァーケンブリュックは1795年にイギリス軍によって占領され、この占領状態は5年間続いた。さらに1802年6月3日にフランス統治時代が始まり、オスナブリュック侯領はブラウンシュヴァイク＝リューネブルク選帝侯領に編入された。1806年、プロイセンの勝利によりプロイセン王国領となり、軍隊が駐留する都市となった。1807年、ナポレオン・ボナパルトが勝利し、この街はヴェストファーレン王国の一部となった。オルデンブルク公領との境界に位置し、それまでも物資の積み替え地であったこの街は、イギリスと大陸との交易を阻む大陸封鎖により、密貿易の中心地へと一層の発展を遂げた。大陸封鎖の緩和によって1811年1月1日、Départements Nord が再び失われ、ナポレオンによるフランス王国の直接統治領となった。1811年から1814年までクヴァーケンブリュックは、アンクム小郡、クロッペンブルク小郡、フリーゾイテ小郡、レーニンゲン小郡、フェヒタ小郡、フェルデン小郡、ヴィルデスハウゼン小郡の56町村を含む、人口約10万人に相当する郡の行政中心地となった。高等裁判所がクヴァーケンブリュックに設けられた。ライプツィヒ近郊の諸国民戦争の結果、1813年にナポレオンの衰退が明白になり、1815年のウィーン会議でクヴァーケンブリュックは新たに建国されたハノーファー王国領となり、新たな都市行政機構となり、商人のアントン・シュレーダーが初代市長となった。

### 工業化
クヴァーケンブリュックでは19世紀に染色産業、皮革産業およびブラシ・コットン・銀製品製造業が盛んになった。1875年10月15日にオルデンブルクからクヴァーケンブリュックを経由してオスナブリュックに至る鉄道が開通した。この鉄道は1849年にすでに最初の計画が立案されていたが、当時の小国分立状態では、各国の利益の調整が困難であった。
開通当初、クヴァーケンブリュックには駅舎がなかった。初めはレストラン・イムブッシュ（後にレストラン・ゲスリング）で切符が販売されていた。1875年末に暫定的な仮駅舎が設けられ、1910年にやっと最終的な駅舎に引き継がれた。かつてこの駅は、軽便鉄道リンゲン - ベルゲ - クヴァーケンブリュック線の駅と区別するために、中央駅と呼ばれていた。

### 世界大戦と国家社会主義
第一次世界大戦では、クヴァーケンブリュック出身の兵士が168人死亡した。1930年、シュッツェンホーフアレーに彼らの栄誉林が設けられた。このほかの記念の場所としては、ショルレマー＝リーザー男爵クレメンスが1916年5月29日にクヴァーケンブリュック市に寄贈した「鉄の城兵」や寄附金で建立された「ナーゲルング」がある。クヴァーケンブリュック市庁舎の議会場ロビーに設置されたこの像はフランスのポプラ材で創られており、鎖帷子を身につけ、盾と剣を持つ13世紀から14世紀の城兵の姿である。この像はショルレマー大隊の2人の兵士を象っている。
「黄金の20年代」に本市は一時的に経済の立て直しがなされた。経済危機のピークとなった1932年にこの小康状態は過去のものとなった。この年、220人の失業者が発生し、営業税は2年間で60,000ライヒスマルクから16,000ライヒスマルクにまで減少した。1932年11月6日の国会議員選挙で NSDAP は 650票を獲得し、1933年3月5日の国会議員選挙では得票率 36.4 % にあたる1,019票を獲得した。この得票率は、ドイツ全体の得票率 43.9 % よりもかなり低いが、ナチスはクヴァーケンブリュックでも最も大きな力を持った政党となった。この結果と、1933年から採られた国家社会主義的環境の強化によって、クヴァーケンブリュックでも夏までにナチスによる権力掌握がなされた。特に「メルツゲファレーネ」には住民の多くがNSDAPやその下部組織に入会した。その際に有用であったのは、保守的でカトリック環境下にあったエリート階級の一部をNSDAP地方グループのトップに就けたり、新しい帝国宰相に有利になるような形で公的に忠誠心の表明をさせたりすることであった。これらは、「経済活性化」のための国家投資によって実施された。それはあたかもイギリスの経済学者ケインズが提唱する経済政策を実地応用したようであった。クヴァーケンブリュックにとって重要であったのは、1928年にアルトラント航空協会によって後のノイシュタットにあたるメルシュラント（1993年まで公式にはメルシュラント地区と呼ばれていた）に設けられた飛行場が、ナチスの権力掌握後1933年に再軍備に伴って拡張されたことであった。同じ年に航空中隊がクヴァーケンブリュックに配備されることになった。1935年に飛行場の拡張工事が始まり、「クヴァドラート」という偽名で呼ばれた。1940年から戦闘飛行団が駐留した。この戦闘飛行隊はハインケル He111 爆撃機やユンカー Ju 88 爆撃機、戦争後期には連合国軍の爆撃機に対する防衛として戦闘機部隊が配備された。

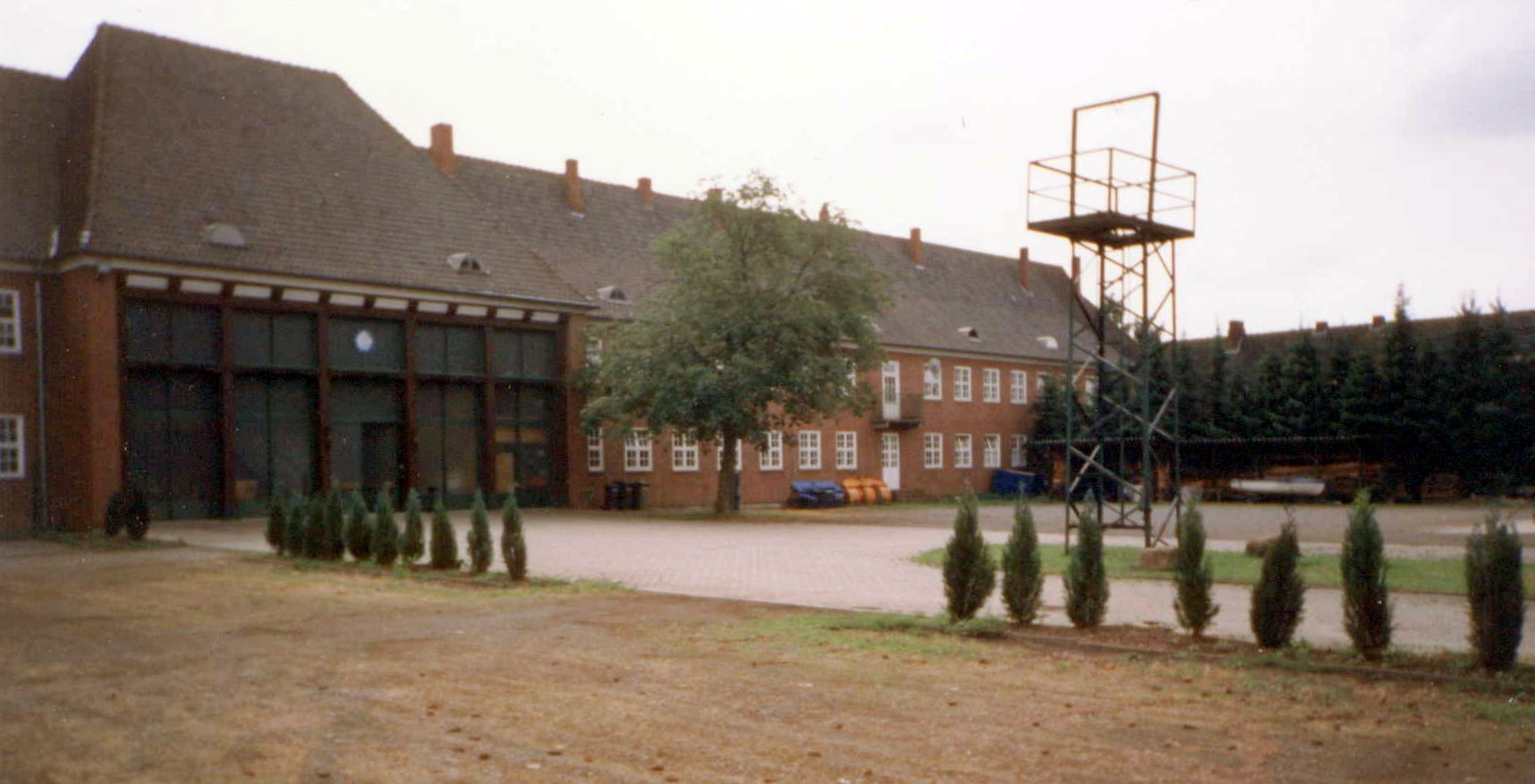
旧空軍基地

特に重要なのはクヴァーケンブリュックが、損傷した動力機械を修復する大きな飛行機修理工場を得たことであった。1943年初めに修理工場の大部分は南フランスに移転した。その後連合国軍はこの飛行基地を察知し、再三にわたって空爆目標とした。1944年の聖土曜日に行われた最も激しい攻撃によって内市街も被害を受け、数多くの建物が損傷または全壊した。終戦直前に飛行基地の航空機は撤退した。1945年4月11日にイギリス軍がこの飛行場を占領し、クヴァーケンブリュックにおける第二次世界大戦は終了した。イギリス軍はこの基地をポーランド軍に委託した。ポーランド軍は1947年まで駐留した。
1933年6月時点でクヴァーケンブリュックには 46人ユダヤ系住民がいた。その後生まれた人や移住してきた人を含めると、国家社会主義の時代にクヴァーケンブリュックに住んでいたユダヤ人は約 60人と推測される。1935年から反ユダヤ的事件が増加する。1935年8月、市営プールに「ユダヤ人お断り」の看板が立てられた。オスナブリュック行政区長官の命令によって、公務員がユダヤ人の家に住むことは禁止された。1936年初め、クヴァーケンブリュックの役所に勤める公務員や従業員がユダヤ人の商店で買い物をすることが禁じられた。1938年11月10日、クロッペンブルクのSA大佐はクヴァーケンブリュックの突撃隊少佐にシナゴーグに放火し、ユダヤ人全員を逮捕するよう命令を下した。5人のクヴァーケンブリュックのユダヤ人がSAに逮捕されたが、オランダ人の家畜商ラザルス・コーンは釈放された。55歳以上は釈放せよという郡役場の命令は実行されなかった。保護拘禁が繰り返され、他の3人とともにブーヘンヴァルト強制収容所に送致された。宗教指導者のエルンスト・ベールはここで（公的な記録によれば）「心不全」発作のために死亡した。他の3人は12月または1月に命令により「間近に迫った移送に煩わされる」ことを免れた。
1939年5月23日、クヴァーケンブリュックにはユダヤ人世帯主がいなくなった。しかし1939年5月17日の住民調査では本市には10人のユダヤ人が登録されており、いずれもハーゼ通り6番地の家に住んでいた。1941年3月12日、市当局は、クヴァーケンブリュックは「ユダヤ人フリー」であると宣言した。
第二次世界大戦後、クヴァーケンブリュックで「水晶の夜」を煽動した6人が裁判に掛けられた。被告人の1人は無罪、5人は2年2ヶ月の自由刑とされた。
戦後、3人のクヴァーケンブリュックのユダヤ人が故郷の街に戻ってきた。シナゴーグがあった場所には1983年に記念板が設けられた。

### 現代
クヴァーケンブリュックは1969年に再び軍隊の駐屯地となった。ドイツ連邦軍の救護業務軍中隊がノイシュタットに駐屯した。北部司令部のクヴァーケンブリュック救護業務軍中央倉庫が設けられた。
現代に至るまで、クヴァーケンブリュックは国境の砦として設立され、機能してきた。現在は地域再編によって幾分北に移動したが、1972年まで、マルクト広場から直線距離でわずか 500 メートルにあったオルデンブルガー・ラントとの国境は、何世紀もの間この町の発展の妨げとなっていた。ここは、古代ザクセン時代にはフォルンガウとハーゼガウとを分けており、後にはオスナブリュック司教領とミュンスター領の境界であり、さらにはプロイセン王国のハノーファー州とオルデンブルク大公国との国境となっていた。
1972年の地域再編以降クヴァーケンブリュックはバートベルゲン、メンスラーゲ、ノルトルプとともにザムトゲマインデ・アルトラントを形成している。さらにヘンゲラーゲとグート・フェールを合併した。1972年までクヴァーケンブリュックが属していたベルゼンブリュック郡がオスナブリュック郡の一部となったため、クヴァーケンブリュックは現在オスナブリュック郡に属している。
戦後ドイツにおいてクヴァーケンブリュックは、多くの中央機関や工業系企業をノイシュタットに誘致した。最大の製造業者がキナスト社であった。この会社は1960年代に従業員1,000人以上を擁するクヴァーケンブリュックおよびこの地域の最大の雇用主に発展した。1984年には1,500万台の自転車を販売し、13万平方メートルの工場で1,600人の従業員が働くヨーロッパの自転車製造業におけるリーディングカンパニーに成長した。しかしアジアを中心とする競合相手が現れたことで1990年代初めから国内外の販売台数が劇的に減少し、1999年にキナスト社は倒産を宣言した。様々な改善策や新事業がなされたが、自転車、レジャー家具、芝刈り機の製造では成果が上がらず、2005年に閉鎖された。2006年から新たに開始したキナスト＝シュテール GmbH では、鉄パイプの製造が引き続き行われている。
何十年もの間クヴァーケンブリュックのノイシュタットで権勢を誇ったキナストのほかにも、多くの製造業者があった。マットレス製造業者シュララフィア、リア・コーポレーションや、1980年代初めには毎日180万個の卵を選別・包装して年間売上額約1億ドイツ・マルクに成長したドイチェ・フリューシュテュックスアイ＝ゲゼルシャフトの支店があった。1985年には民間の工業開発研究所 DIL がクヴァーケンブリュックに開設された。
しかし1980年代の構造危機を切り抜けられた工業系企業はわずかであった。ベッカー車体・自動車製造、ルフ食品工場、JCK ホールディング GmbH テキスタイル KG などが存続に成功した例である。ルフ食品工場は、従業員 365人を擁する生産工場を内市街に持つ唯一の会社である。テキスタイル分野の企業家ギュンター・コルマンは、JCK ホールディング GmbH テキスタイル KG を経営している。この会社はテキスタイル部門の数多くの企業（その一部はクヴァーケンブリュックに存在する）を傘下に持つ上位会社である。かつてバスケットボール・ドイツ代表チームの選手であったコルマンは、地元バスケットボールクラブ「アルトラント・ドラゴンズ」のサポーターであり、メインスポンサーである。

### 市町村合併
1972年7月1日に、隣接するエッセン (オルデンブルク)（クロッペンブルク郡）の、当時の人口で1,000人以上が住む地域（ヘンゲラーゲ）を合併した。

## 行政

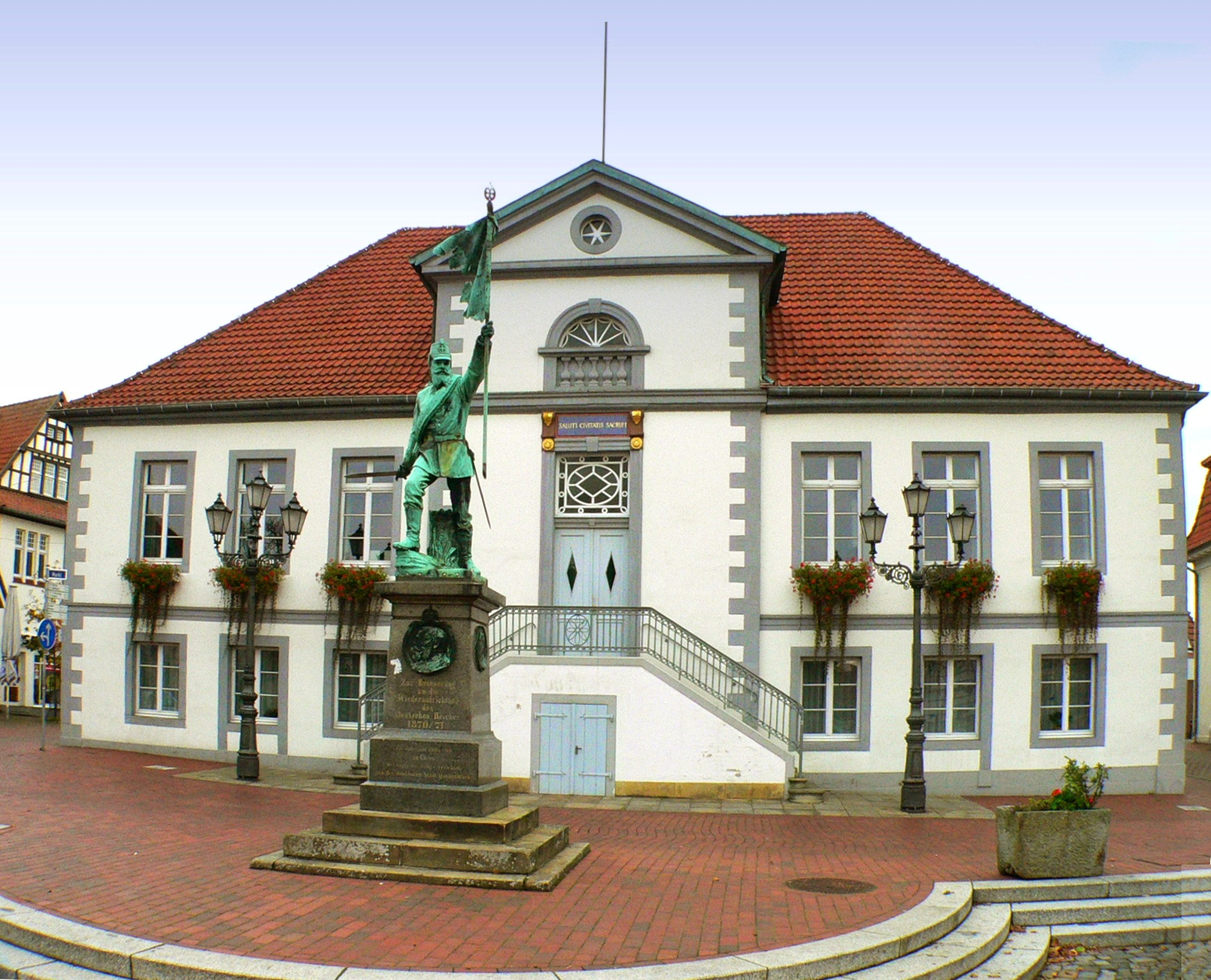
クヴァーケンブリュック市庁舎

### 市議会
本市の市議会は、31議席で構成されている。

### 市長
- 1968年まで: アロイス・ゲールス (SPD)
- 1968年 - 1972年: カール・メラー (CDU)
- 1972年 - 1979年: ホルスト・マグヌス (CDU)
- 1979年 - 1988年: ヴェルナー・コルフハーゲ (FDP)
- 1988年 - 1991年: ユルゲン・ガーデベルク (SPD)
- 1991年 - 2000年: クラウス・アルフェス (CDU)
- 2000年 - 2011年: ヴォルフガング・ベッカー (CDU)
- 2011年 - 2014年: クラウス・ペーター・ポッペ (SPD)
- 2014年 - 2016年: パウル・ゲルトナー (SPD)
- 2016年 - : マティアス・ブリュッゲマン (CDU)

### 紋章と印章
クヴァーケンブリュックの紋章は、おそらくこの街の創設期である13世紀に、マルクト広場背後の高台に建設された城砦に掲げられた。ここに住む城兵たちは印章を使用しており、それは1286年のものが初出である。印章には様式化された城が描かれており、その中央にはゴシック様式のトレサリーが見られる。1401年からは城兵の秘密印の使用も知られている。これは両側に2本並んだ木の間に扉の開いた城砦が描かれている。この秘密印が1926年頃のオットー・フップの紋章記述の元になっている。この紋章記述は「銀地に、2本の鋸壁を戴く脇塔を有する扉の開いた赤い城砦。その両側に2本の木」とされている。城兵はこの街の支配階級であったため、これが市の印章として用いられた。19世紀に創られた紋章は2つの紋章を基にしている。すなわち、秘密印と同じように開いた扉を有している城が描かれているが、本印と同じく木は描かれていない。20世紀になると、城を近代的な様式にすることで19世紀の紋章との区別がなされた。2001年のクヴァーケンブリュック市の基本条例では、もはや城ではなく、3つの塔を持つ入り口の門とされている。
現在の紋章デザインは以下の通り: 銀地に、3つの塔を有する赤い入り口の門。クヴァーケンブリュック市の色は白と赤であり、市の旗はこの配色で塗り分けられ紋章が描かれている。印章は紋章に「Stadt Quakenbrück」という文言が書かれている。

### 姉妹都市
クヴァーケンブリュックは以下の都市と姉妹都市関係にある。
- アランソン （フランス、オルヌ県）
- ドブレ・ミアスト（ポーランド語版、英語版）（ポーランド、ヴァルミア＝マズールィ県）
- ヴェーゼンベルク（ドイツ語版、英語版）（ドイツ、メクレンブルク＝フォアポンメルン州）
- コンウェイ（アメリカ合衆国、アーカンソー州）

1969年6月27日にノルマンディー地方の街アランソンとの姉妹都市協定が調印された。これは1950年代から行われているアルトラント＝ギムナジウムとアランソンのリセ・アランとの交換留学の交流に基づくものである。
1989年の政治上の変革と東西間の新たな宥和に基づき、郡や都市レベルでのポーランド - ドイツ間の関係強化がなされた。このため1998年にオスナブリュック郡と旧東プロイセンのアレンシュタイン郡から成立したポーランドのヴァルミア＝マズールィ県との姉妹自治体協定が結ばれ、郡の努力によって市町村レベルでの一連の姉妹自治体関係が成立した。クヴァーケンブリュック市も2000年にドブレ・ミアストと姉妹都市協定を締結した。
ヴェーゼンベルクとの姉妹都市協定は、1990年9月21日に結ばれた。
コンウェイとの姉妹都市協定は1992年4月1日に調印された。その経緯は小話のようである。コンウェイは、1982年から毎年5月にヒキガエルを主役とするトード・サック・デイズ・フェスティバルを開催しており、ヒキガエルレース世界選手権が行われている。1984年の春にアメリカ合衆国アーカンソー州の代理人の書状が届いた。コンウェイという街がヒキガエルを紋章デザインに採用しているヨーロッパの街を姉妹都市協定締結のために探しており、クヴァーケンブリュックがこれにあたるかどうかという問い合わせであった。この誤りを晴らすために、このアメリカ合衆国の小都市と書簡のやりとりが始まった。コンウェイのローカル紙「ログ・キャビン・ドモクラート」は新たな「姉妹関係」について興奮して報道した。ただし興奮のあまり小さな誤りがあった。この報道ではクヴァーケンブリュックがバイエルンとされてしまい、風刺画としてバイエルンの民俗衣装を着てプレッツェルを振るヒキガエルを掲載した。このため、最初の使節団はミュンヘン空港に向かってしまい、そこからバスでおよそ9時間かけてクヴァーケンブリュックに到着した。公式に姉妹都市となるのにそれから8年を要した。クヴァーケンブリュックは活発な文化交流や若者の交流だけでなく、クヴァーケンブリュックをカエル都市として商品化するマーケティングアイデアを考えている。
クヴァーケンブリュックは、ニーダーザクセン州西部とオランダ東部の約130の郡や市町村で形成するドイツ＝オランダ自治体連合 EUREGIO に加盟している。

## 文化と見所
クヴァーケンブリュックは多くの木組み建築が立ち並ぶ中世の街並みを有するため、旅行宣伝などでは「北のローテンブルク」と呼ばれる。ただし、この呼び名はブルクドルフ、ノイブランデンブルク、ハルバーシュタット、ヒルデスハイムなど多くの街に使われる。1980年代、UNESCO世界遺産への登録を住民たちが拒否した。

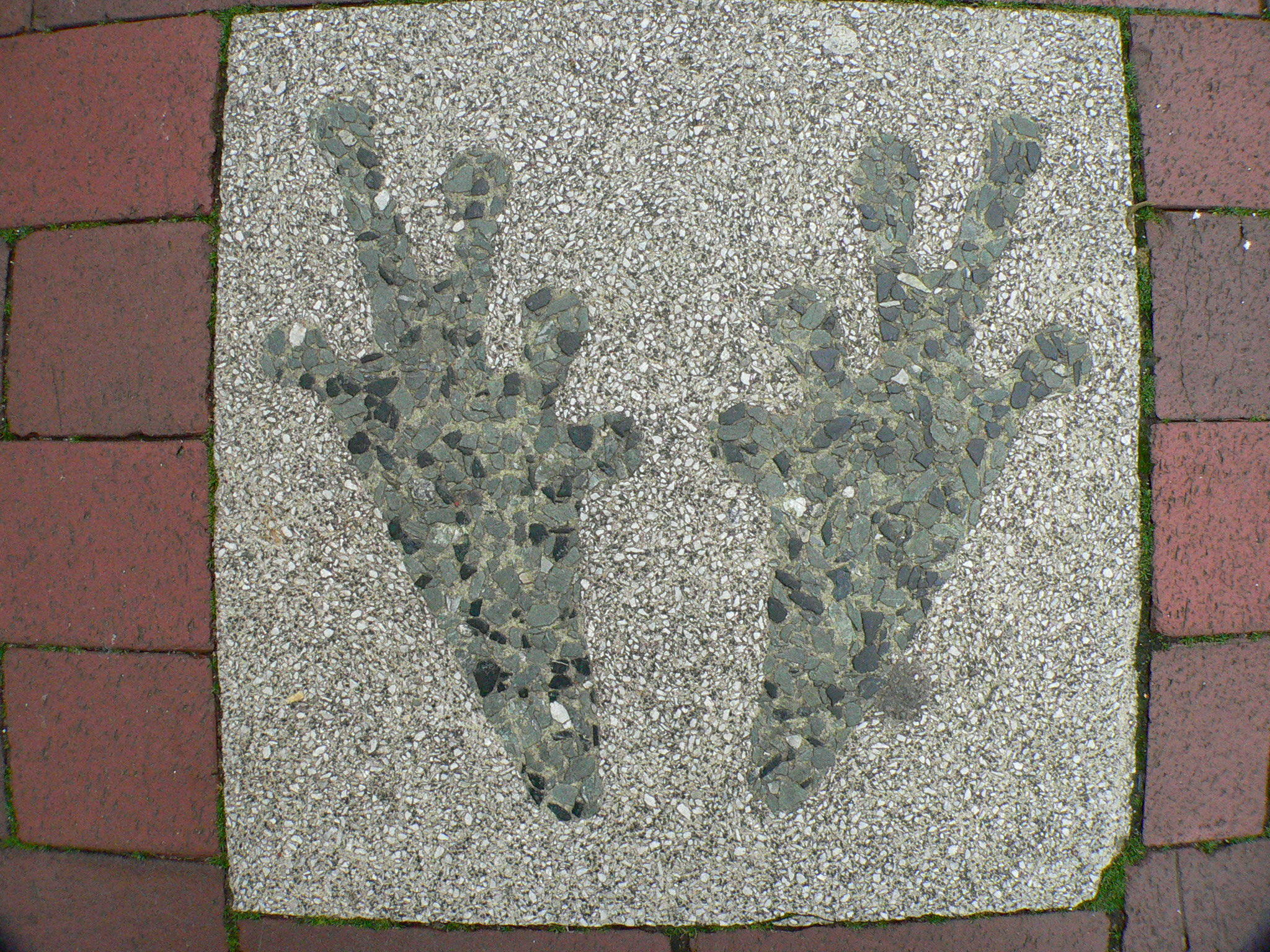
ポッゲンパッドのパネル

### ポッゲンパッド
ポッゲンパッド（カエルの小径）は、内市街を通る全長 3.1 キロメートルの観光に適した小径である。この小径は歩道に芸術的なカエルの足跡のパネルがはめ込まれて標識されている。この小径は、マルクト広場に面したクヴァーケンブリュック市庁舎前を起点として、ヘーエ・プフォルテを経由して街の重要な見所30か所を巡る。

### 演劇
1988年に公益協会「テアターヴェルクシュタット・クヴァーケンブリュック e.V.」が設立された。この協会は市民大学の演劇コースから設立されたもので、当初は様々な場所で作品を上演していた。1990年にバーンホーフ通り 35番地の建物に入居し、それ以後毎年2 - 3本の自主公演と、客演を行っている。この劇団は1995年からニーダーザクセン州アマチュア演劇連盟に加盟している。これは1999年にオスナブリュッカー・ラントシャフツフェアバントの文化奨励賞、2000年にクヴァーケンブリュッカー・シュタットシュティフトゥングの奨励賞を受賞した。
このほかに、クヴァーケンブリュック市交通・郷土協会の文化サークルは、巡業劇団の公演を定期的に行っている。公演は、座席数約700のアルトラント＝ギムナジウムの講堂や座席数3,000以上のアルトラント＝アレーナで行われる。

### 映画
1938年にはすでに絵はがきに名所として描かれているフィルムテアター・シャウブルクは、2005年から3つのスクリーンで上映している。1999年シャウムブルクは、その特別プログラムやプログラムシリーズの構成に対してニーダーザクセン・フィルム＆メディアビューロから表彰された。

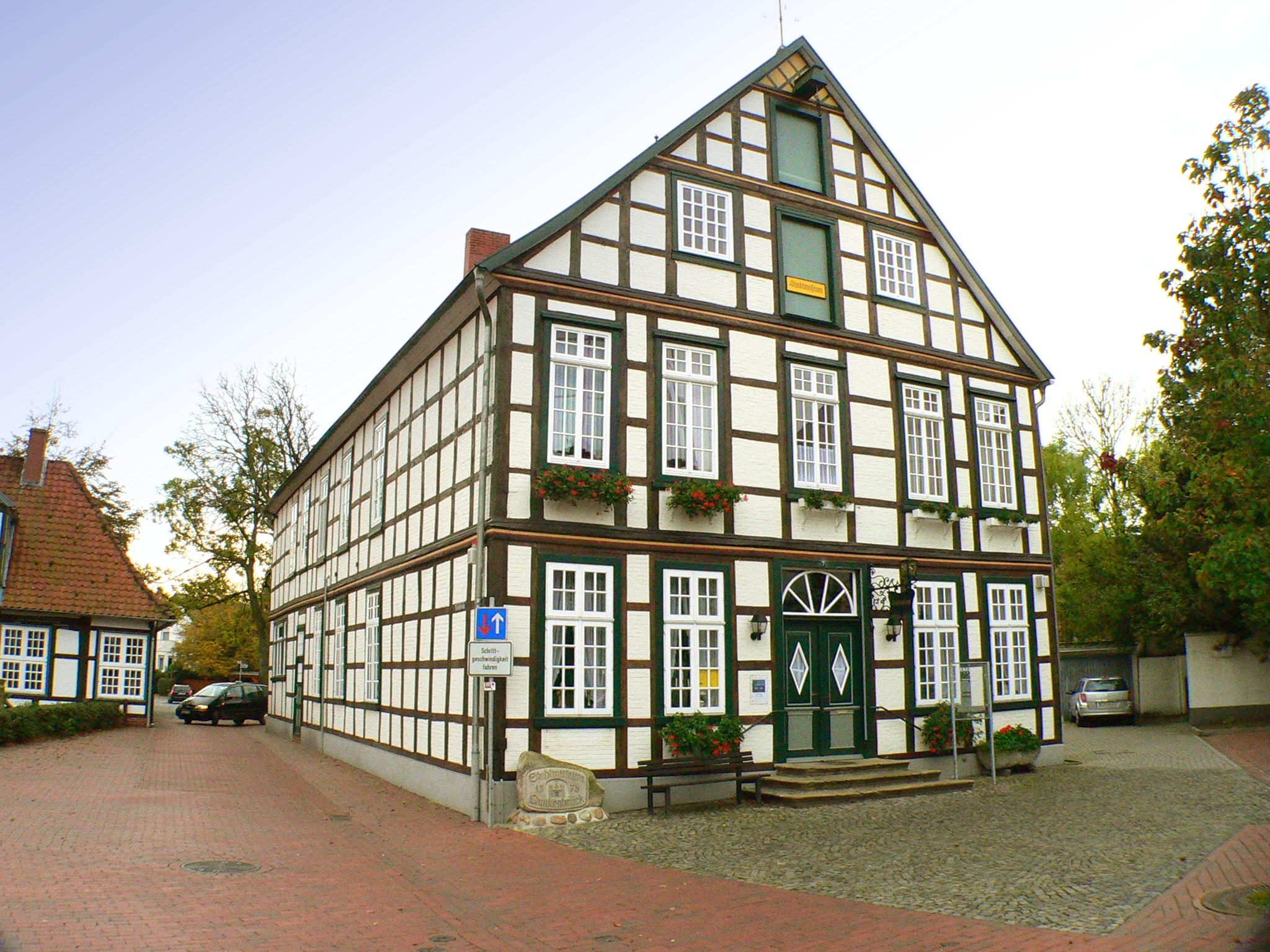
クヴァーケンブリュック市立博物館

### 市立博物館
市立博物館は、マルクト広場の1790年頃に建設された古典主義様式 3階建て切妻造りの建物に1983年から入居している。この博物館はかつてのベルゼンブリュック郡郷土連盟副会長で、方言文学作品の著者であるハインリヒ・ベーニングが代表を務めている。入れ替えの特別展示のほかに、市立博物館のテーマである都市、学校、教会の歴史に沿った常設展示や、歴史的な薬局設備、礼拝堂の内部、都市農民の台所が再現され、膨大な錫製品コレクションが展示されている。地域・実用書図書館と、遺族や企業から提供された多数の地図や写真資料を収蔵する歴史文書館が市立博物館に隣接している。

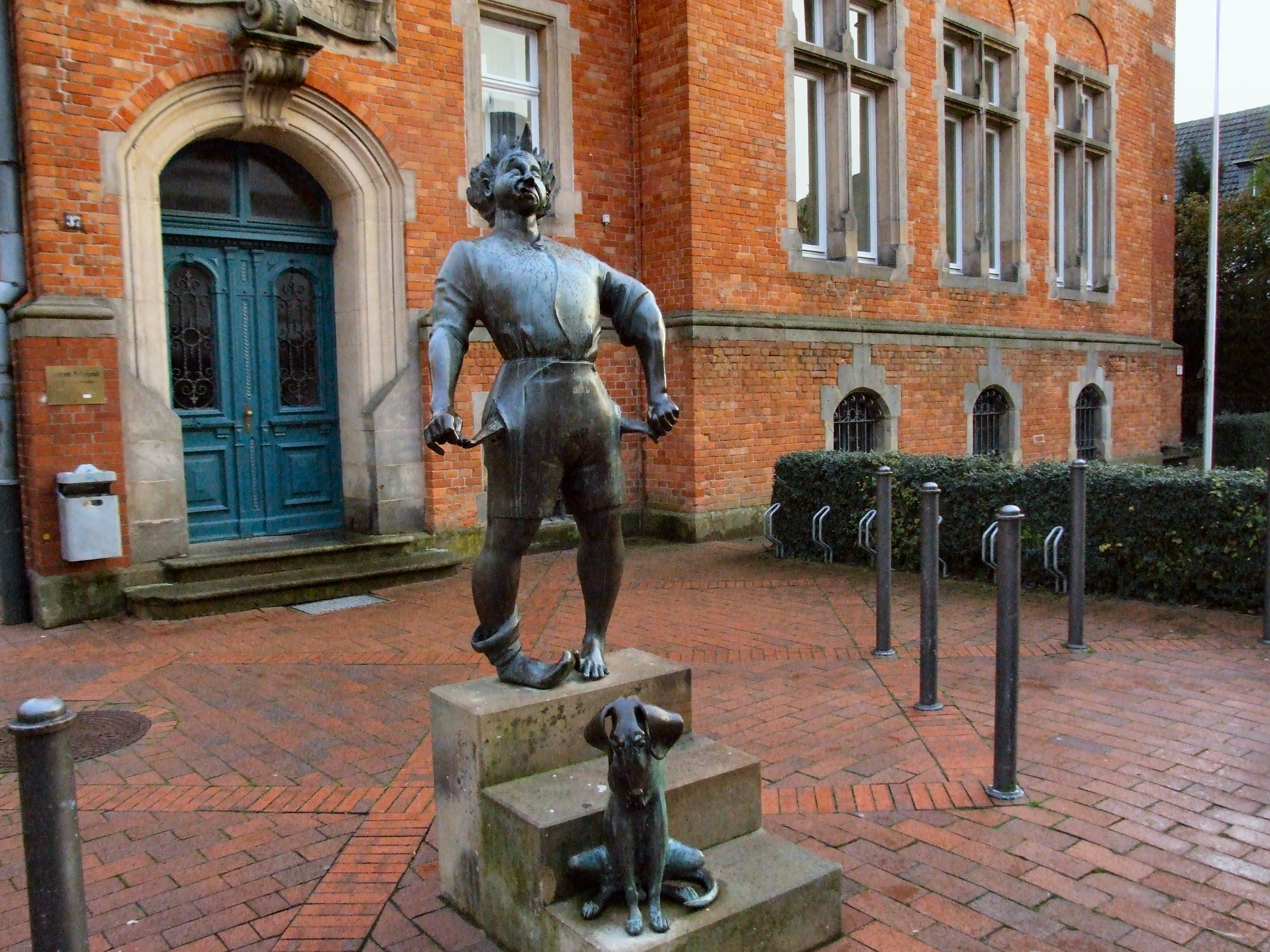
税務署前の「貧しい納税者」

### 屋外芸術作品
税務署前にハンス・ゲルト・ルーヴェの彫刻作品「Der arme Steuerbürger」（直訳すると「貧しい納税者」）が設置されている。シュッツェンホーフ近郊ハーゼ川の流越口のすぐ近くにカローラ・ヴェーデルの塑像「Flügel wachsen über dem Delta」（直訳すると「翼は中州を越えて伸びる」）がある。この像は、ベルゼンブリュックからメッペンに至る全長約100 キロメートル以上のハーゼタール芸術ルートのステーションとなっている。

### 建築

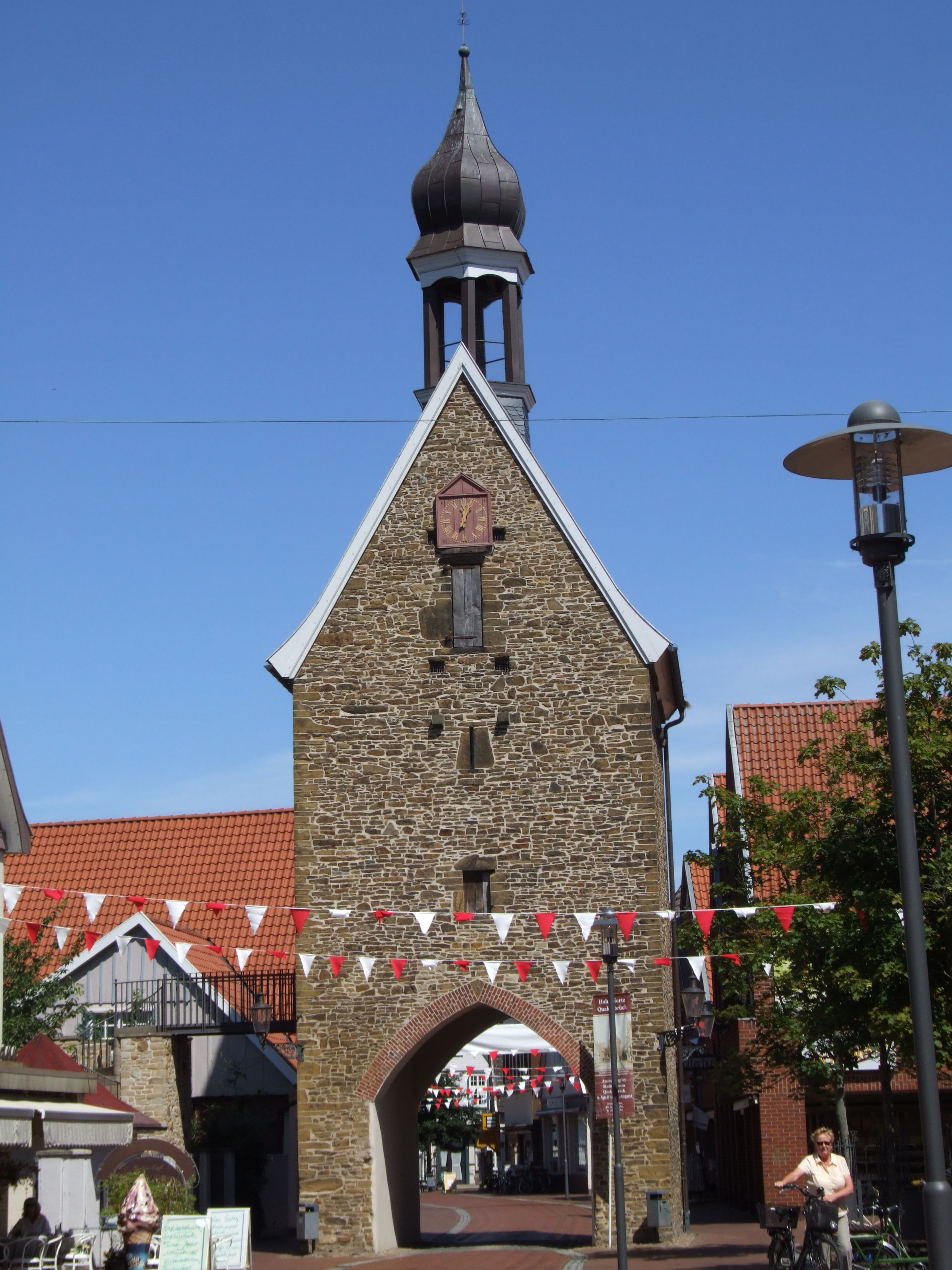
ホーエ・プフォルテ

クヴァーケンブリュックの街の景観は、福音主義聖ジルヴェスター教会の13世紀の塔と、カトリックのマリエン教会の17世紀に建造された塔によって決定づけられている。
市の北側にホーエ・プフォルテのあるランゲ通りが通っている。ホーエ・プフォルテは、かつては5つあった市門のうち唯一現存する門である。この通り沿いの旧市街には、主に歴史的住居や城兵の館からなる約100軒の修復された木組み建築が存在する。ネオルネサンス様式の旧区裁判所には税務署が入居している。
古典主義様式の市庁舎、城兵の館跡に建設されたマリエン教会、フォスハーゲン邸が建つ中央のマルクト広場周辺は、歴史的な住居や商店が集まっているもう一つの例である。1990年にマルクト広場に造られたエウロペの泉はフライブルクの芸術家フランツ・グートマンの作品で、「たくましい雄牛とエウロペによって、この街とヨーロッパ全体との連携を象徴している」ものである。
旧市街の西側に1909年から1910年に建設されたユーゲントシュティール様式の駅舎がある。印象的なロクスター邸は、戦後の革新への陶酔感の中で医療センターの近代的な建物のために、1964年に取り壊された。このほかの城兵の館はグローセ・ミューレン通り沿いにあり、ディックラーゲ家の館は古い水車と調和している。クライネ・ミューレは1235年にはすでに創建されており、グローセ・ミューレとともに修道参事会に管理を委託されている。現在も穀物の粉挽き装置が遺されているクライネ・ミューレの本館は1726年に建設された。城兵の館はブルク通り2番地（現在は、カトリックの司祭館）および7番地、ランゲ通り18番地、37番地（区裁判所）、45番地、47番地にも遺されている。
クヴァーケンブリュックには上述のほかに2つの教会がある。ノイシュタットにある福音主義の聖ペトルス教会とヘンゲラーゲにあるカトリックの聖パウルス教会で、ともに1960年代に建てられた。1955年まではノイシュタットに聖霊礼拝堂があった。

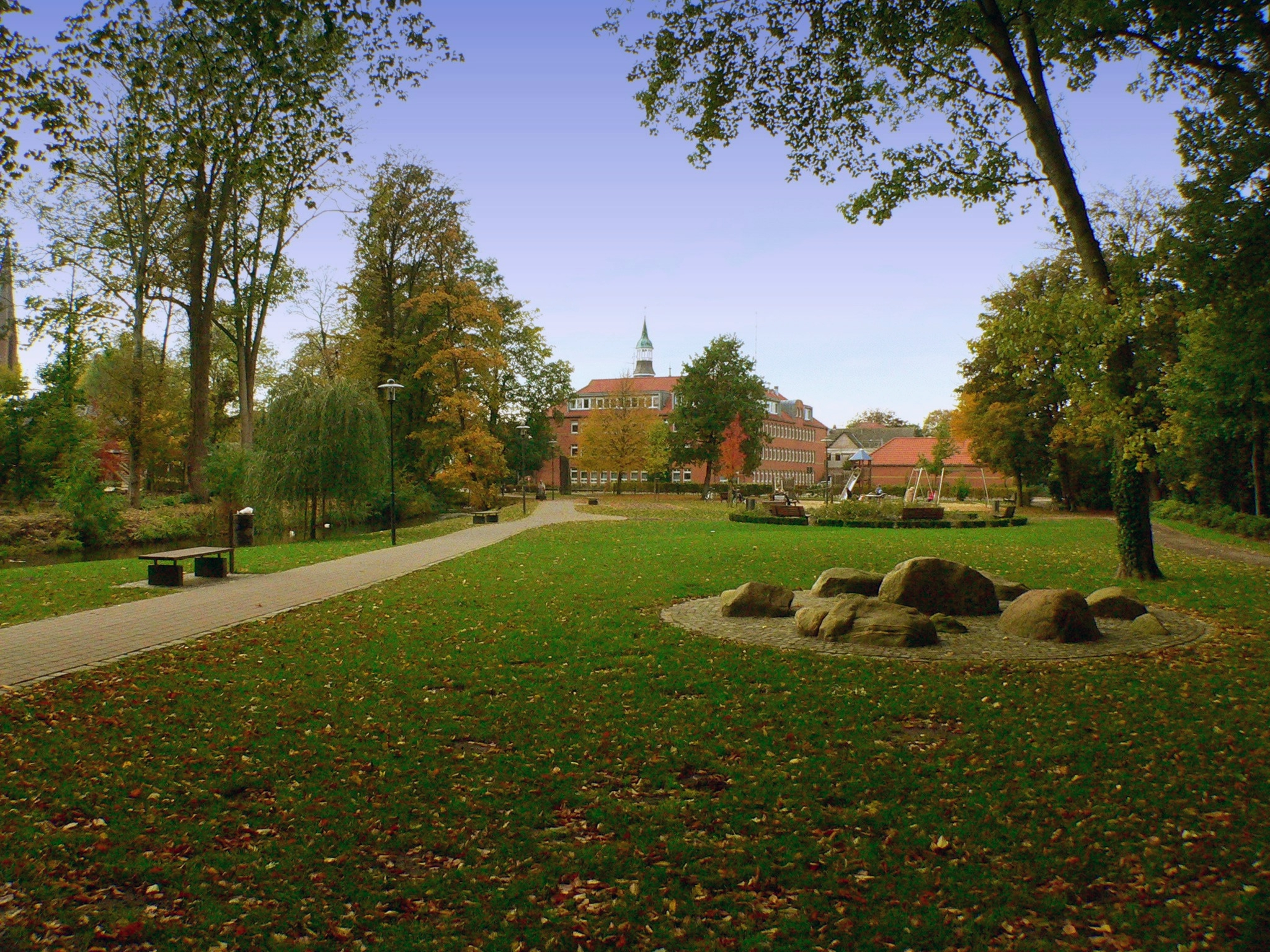
クヴァーケンブリュック市立公園

- 聖マリエン教会
- エウロペの泉
- グローセ・ミューレ（右）とディンクラーゲ邸（左）
- グート・フェール

### 公園
クヴァーケンブリュックは緑地が豊かな街である。ノイシュタットには市民公園がある。アルトシュタットの端に2006年に新たに市立公園が設けられた。スイミングプールとスポーツ広場の傍らを抜けるハーゼ川沿いの遊歩道は、ダイヒ湖を通ってシュッツェンホーフに至る。
市の森は中心部から数キロメートル北東にある。ダイヒ湖の北には、1990年にハイラーツヴァルトが造成された。ここでは新郎新婦や恋人が植樹することができる。クヴァーケンブリュック市は木の販売などの営利業務を放棄している。さらに植樹の料金も規則もない。単に、土着の種で健康で寿命の長い広葉樹、たとえばヨーロッパナラ、フユナラ、ヨーロッパブナ、セイヨウシデ、ノルウェーカエデ、セイヨウミザクラ、シナノキ属、ニレなどを植えることが推奨されている。
ダイヒ湖と市の森との間に広さ 18 ヘクタール のハーゼパルクがある。周りをハーゼ川が流れるこの公園は1902年に造成された。2つのビオトープと多くの茂みが公園風の外観を形成しており、ここでは伝統的なクヴァーケンブリュッカー・レンタークが開催される。

### スポーツ

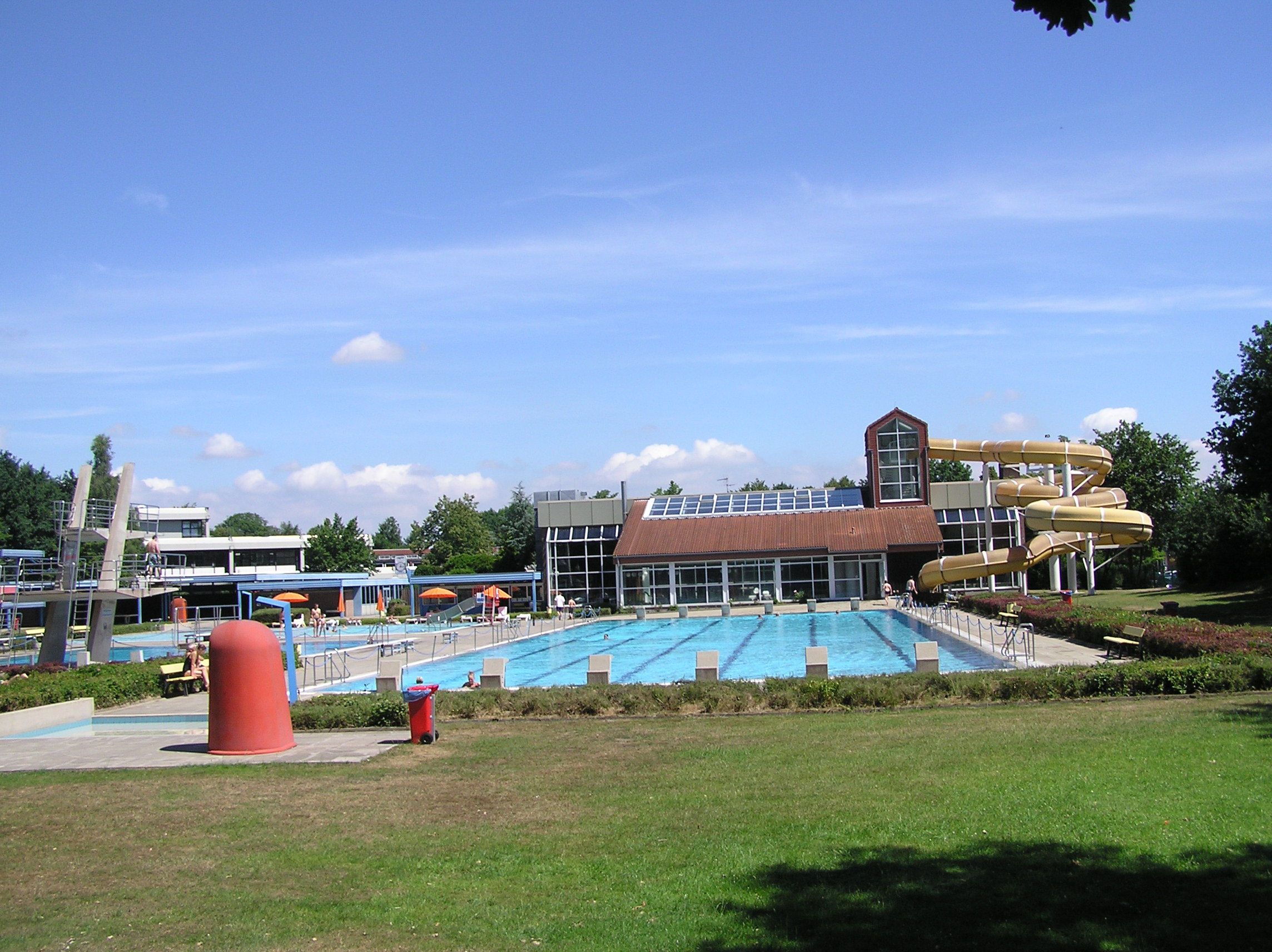
クヴァーケンブリュックの屋外プール

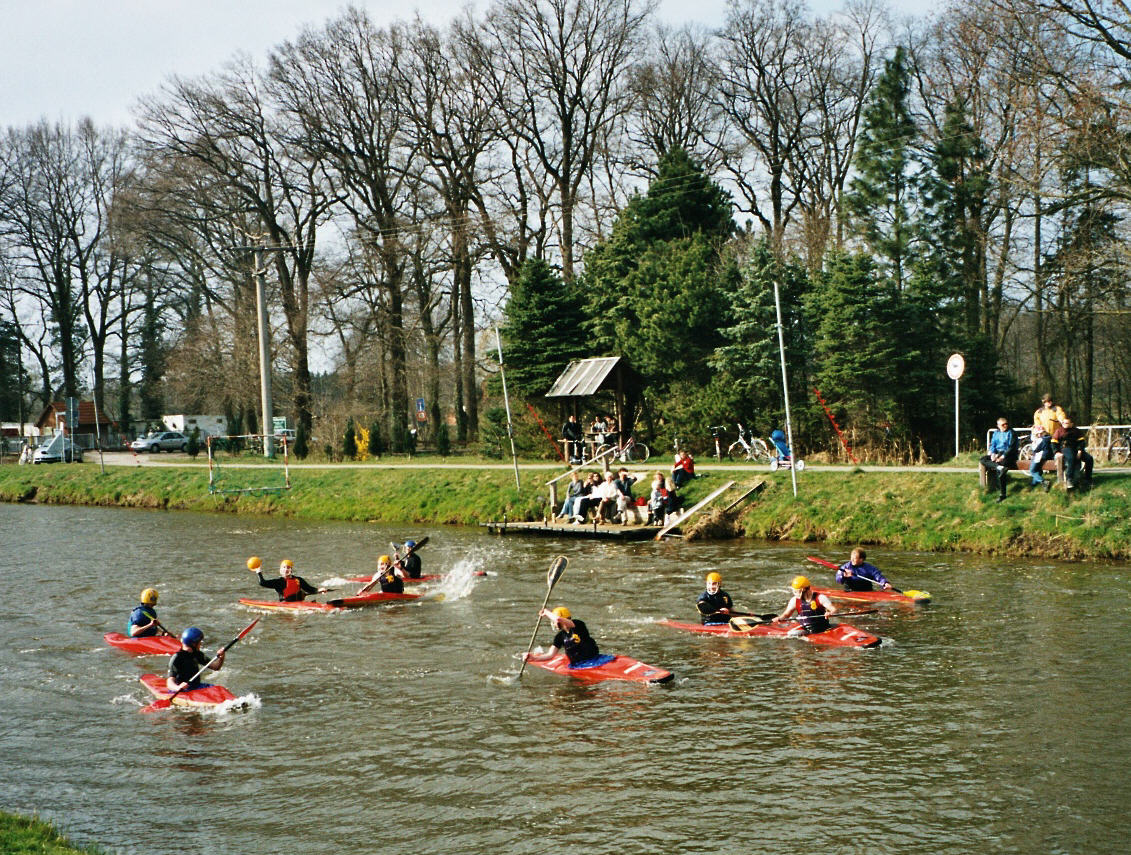
クヴァーケンブリュックのカヌーポロ

#### スポーツ施設
市の中心部の東側に、アルトラント＝アレーナ、広い体育館、様々なスポーツグラウンド、アンツーカートラック、屋外・屋内プール、テニスコートを備えたスポーツ・レジャーゲレンデがある。
ディクラーガー通り沿いのハーゼパルクでは、9月の第1日曜日にアルトレンダー・レンフェラインが主催するレンタークが行われる。このイベントは湖上障害競走で全国的に知られている。
ニーダーザクセン通り/フリードリヒ通り沿いの旧軽便鉄道駅から、廃線になったクヴァーケンブリュック - ノルトルプ間の軌道を利用したハンドカーを楽しむことができる。
ノイシュタットの旧航空基地は、模型飛行機やグライダー用の飛行場として利用されている。

#### バスケットボール
バスケットボールクラブ「アルトラント・ドラゴンズ」のチームは2003年から2015年までバスケットボール・ブンデスリーガでプレイした。2006/07年シーズンにドイツ選手権準優勝、2008年5月には BBL杯で優勝し、クラブ史上初のタイトルを獲得した。2010/11年シーズンにバスケットッボール・ブンデスリーガのプレイオフ準決勝に進出した。
2015年5月3日、アルトラント・ドラゴンズはバスケットッボール・ブンデスリーガからの撤退を発表した。
若手世代の育成は、アルトラント・ドラゴンズの母体クラブであるクヴァーケンブリュック体操およびスポーツフェライン (QTSV) と共同で行われている。

### 年中行事
アルトラント・アレーナでのアルトラント・ドラゴンズのバスケットボールの国内・国際試合のほか、9月第1週末のアルトレンダー・レンターク、9月半ばのブルクマンフェスト、11月の「音楽の日」がこの街の重要な年中行事である。

#### クヴァーケンブリュックの音楽の日
クヴァーケンブリュックの音楽の日は、1985年にクヴァーケンブリュックの学校音楽家ギュンター・シューリーメンによって創設され、2年に1度11月に開催されている。このイベントは年ごとに入れ替わるクラシック音楽のコンサートシリーズで構成されているが、そのほかのコンサートや演劇上演も行われる。イベントは、アルトラント＝アレーナ、アルトラント＝ギムナジウム、教会で開催される。
2001年にはこれに加えて音楽の日のサマーフェスティバルが開催された。このフェスティバルは、以前は毎年初夏にバートベルゲンのホーフ・ニートフェルトで開催されていたもので（現在は2年ごとに開催）、通常8つのイベントが行われる。
ザムトゲマインデは、2007年に予算上の理由から、サマーフェスティバルと音楽の日を1年おきに交互に行うことを決定した。これにより約3万ユーロの節約が期待された。

### 名物料理・食材
パンハスのバリエーションである「ヴェプケブラウト」は、かつては朝食と昼食の間の軽食として好んで食べられていたが、現在ではほとんど見られなくなった。ピッケルトもメニューから姿を消し、グリュンコールのような副菜が上位を占めるようになった。ソバ粉のパンケーキ「ボークヴェーテンヤンヒンネルク」は、ソバ粉のスープとともによく食べられる日常食で、かつてはエムスラントの地方料理であったが、やがてアルトラントの地方料理として知られるようになった。

## 経済と社会資本
水車の存在を初めて記述した1235年の記録は、中世盛期に根付いた産業分野を示している。カール＝ハンス・ハウプトマイヤーは、その論文「13世紀から16世紀のクヴァーケンブリュックの経済史」において、この集落を農業の中心地で、1278年以降は組合方式に組織された地方貴族や領主が保護する交易地であったと見なしている。ここでは近隣集落からの家畜、穀物、その他の作物が売買され、地元の聖堂参事会に利益がもたらされた。
15世紀半ば、城兵の衰退と時を同じくして、この街の小都市型経済生活が発展した。1435年に製靴業者、1443年に織布手工業者、1476年に仕立屋が組合を結成した。こうしたクヴァーケンブリュックのギルドは、当初は男女を含む宗教的兄弟会から形成された。1407年に聖母ギルド、1435年に聖ジルヴェスター＝ギルドが設立されたが、これらはどうやらこの街の名士の集まりであったようで、職人や商人の組合と見なすことはできない。1494年に毛織り工のツンフトが結成された。毛織物は1488年から街の外で交易されていたことが証明されている。彼らに市の縮絨工場やいくつかの染色場が使えるよう便宜が図られた。

### 錫鋳造
17世紀後半からクヴァーケンブリュックで錫鋳造が行われていたことが証明されている。18世紀には同時に4か所の鋳造所があり、この時代の高い錫食器需要に応えていた。クヴァーケンブリュッカー・クリューゲはその製品の一つで、打ち出し細工された蓋が造られた工場を示していた。通常、工場はその家族に引き継がれ、このためバールマン、シュナッケンベルク、エックホルト、ヘルシャーといった錫鋳造マイスターの苗字が工場名の由来となった。最も生産量が多かったのが1710年生まれのルーベルト・ディードリヒ・バールマンで、今も残る錫食器にもしばしば彼のスタンプが刻印されている。ゲルハルト・マティアス・ヘルシャー（1753年 - 1841年）の刻印もこれと同じくらい存在している。これらは、クロッペンブルク博物館村やクヴァーケンブリュック市立博物館で見ることができる。1850年以降クヴァーケンブリュックの錫鋳造業は急速に衰退した。その数年前からこの街や周辺集落から職人の移住が始まっていた。これはナポレオン統治時代にツンフト制度が廃止されたことに端を発している。

### 農林業
クヴァーケンブリュック周辺地域の収穫指数（土壌の肥沃さを示す指数）は 35 - 45 で、これに隣接する地域に比べて良好と評価されている。この地域は比較的遅い時期に開墾された砂地、湿地、荒れ地であった。しかし、勾配がわずかで、多くの分流となったハーゼ川がオスナブリュッカー・ベルクラントから長年にわたってミネラルが豊富で肥沃な沖積土を運び、蓄えたことで、良質な土壌が形成された。
アルトラントは、オスナブリュッカー・ラント全域がそうであるように、伝統的に小作農による耕作がなされてきた地域である。クヴァーケンブリュック周辺では多くの耕作が営まれており、家畜密度は低い。肥沃な耕作地では、カラスムギ、ライムギ、オオムギ、さらには耕作が難しいコムギが栽培されている。しばしば穀物生産の余剰が生まれたため、「オスナブリュック司教領」の穀物庫と呼ばれていた。何世紀も経過するうち、裕福な豪農階級が形成されていった。その豊かさは、現在もアルトラント文化財に登録されている数多くの装飾豊かな古い館に見ることができる。現在では、こうした館の大部分の住人が農場の主たる相続者というわけではない。
2003年時点で、クヴァーケンブリュックでは23軒が農業を営んでおり、1,269 ヘクタールが農地として利用されていた。このうち12軒が飼料用作物栽培、6軒が穀物栽培、2軒が野菜・果樹栽培に従事していた。このほかの2軒は接ぎ木による品種改良、1軒は畜産を行っていた。7軒が専業農家であった。全部で74人が農業に携わっており、このうち23人がフルタイムの農業従事者であった。耕作地の約 50 % がトウモロコシや豚および家禽用の飼料作物を中心とした穀物栽培に利用されており、約 35 % が緑地（放牧地）であった。
100年前までクヴァーケンブリュック周辺には樹木が非常に少なかった。市域の居住地の外側は、薮状の荒れ地や湿地であるため乱作が妨げられており、森林が形成されていた。アルトラントでは普通に見られる古いオークの木は、専ら私有地の農場内にあった。農民解放後の農地整理の過程で、入会地として利用されていた土地の大部分が私有地化され、乱作は急速に減少した。新しい所有者は新たに得た土地の価値を高め、入会地を計画的に手入れした。こうしてクヴァーケンブリュック市の北部に 140 ヘクタールのシュタットヴァルト（市の森）が形成された。シュタットヴァルトは、2008年に1300本のオークが植林され、0.5 ヘクタール拡大し、ハイラーツヴァルトとつながった。現在では、シュタットヴァルトとハーゼ川の川岸は主にオークとシラカバからなる豊かな混交林となっている。

### 地元企業
長年にわたって、この街にとって最も重要な企業はキナスト社であった。この会社は2度の倒産を経て2005年に新たにキナスト＝シュテール GmbH として再興されたが、その重要性は失われている。このほかにもクヴァーケンブリュックは1950年代からマットレス製造、機械製造、化学染料工業の中心地に成長した。化学染料の会社は、1950年に企業12社から設立された。
これ以外で現存している大きな企業はルフ社だけである。この会社は1920年から焼き菓子の添加物、デザート、焼き菓子用ミックスパウダーを製造している。この会社は従業員数 350人で、2007年には18億パックを製造した。1985年にドイツ食品技術研究所 (DIL) がクヴァーケンブリュックに設立された。この研究機関には150人が従事しており、400万ユーロの予算を執行し、主な食品関連企業との共同で公的研究を行っている。自動車産業下請けのエアル・コーポレーションは1988年にこの街に拠点を置き、約250人の従業員で高級自動車シートを製造している。

### 交通
ミュンスター/オスナブリュック国際空港とブレーメン国際空港はどちらもクヴァーケンブリュックからそれぞれ 80 キロメートルの距離にある。

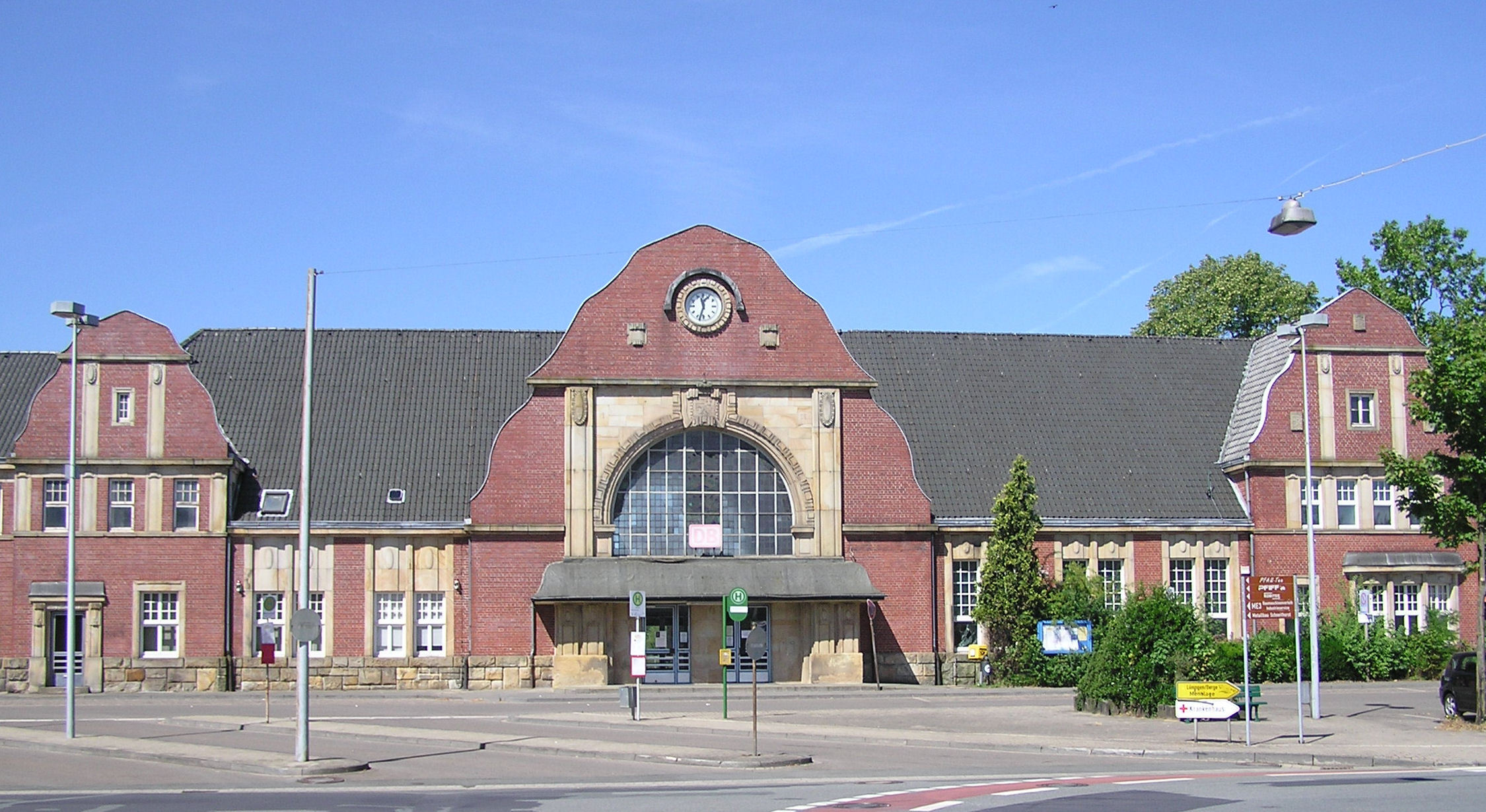
クヴァーケンブリュック駅

クヴァーケンブリュックはクロッペンブルクからの連邦道B68号線経由でオスナブリュックおよびノルトライン＝ヴェストファーレン州方面と結ばれている。この連邦道は、アルトシュタットとヘンゲラーゲ地区との間にあたる市域の北部を通っており、市の中心部の東側と南側を迂回するバイパス道路となっている。最寄りのアウトバーンのインターチェンジは、東約 15 キロメートルに位置する連邦アウトバーン A1号線のローネ/ディンクラーゲ・インターチェンジで、州道 L845号線でアクセスできる。西側方面へは州道 L60号線がメンスラーゲに伸びており、ここでレーニンゲンへ続くL74号線に接続する。レーニンゲンでは連邦道 B213号線（欧州自動車道路 E233号線）に接続しており、これを利用してアウトバーン A31号線（リンゲンおよびメッペン/エメン）に向かうことができる。
クヴァーケンブリュックは、ノルトヴェストバーンにより運行されている鉄道ヴィルヘルムスハーフェン - オスナブリュック線に接続している。この路線のオルデンブルクまでの一部区間と当時国境駅のクヴァーケンブリュック駅が開業したのは1875年10月15日であった。この非電化路線では、気動車 Type Lint 41 を使ったレギオナルエクスプレス RE18 が運行している。
ライン鉄道会社によって1879年に開通したデュースブルク - クヴァーケンブリュック線は、数十年間、ドイツ最後の大規模鉄道建設工事計画であった。これはヴァンネ＝アイケル - ハンブルク線の競合路線として策定され、特に第一次世界大戦中は、ルール地方とヴィルヘルムスハーフェン軍港とを結ぶ最短経路として重要視された。しかしこの路線は、本来の目的であるヴァンネ＝アイケル - ハンブルク線「ロルバーン」の競合路線とはならなかった。
クヴァーケンブリュックとライネとの間の旅客運行は1969年に廃止され、同じく間の貨物輸送もその9年後に廃止された。これ以前にライネ - クヴァーケンブリュック間をインターシティー実験の試験線として整備する計画があった。この計画は、数キロメートルの北西で同時に建設されるエムスラント・トランスラピッド実験線を補完するものとして計画された。やがてレジャー用ハンドカーが利用しないクヴァーケンブリュック - シュペレ間の軌道が撤去された。
1952年には、クヴァーケンブリュックからメンスラーゲ、ベルゲを経由してリンゲンに至る軽便鉄道が開通した。この軽便鉄道は、連邦鉄道の駅の西側に固有の駅を設けた。
公共旅客交通は、オスナブリュック交通会社のバス部門が担っており、そのほかにもVOS-ノルト、ヴァーザー＝エムス＝リニーの様々なバス路線がある。

### 観光業
クヴァーケンブリュックは全長 142 キロメートルの観光街道アルトラント＝ルートの起点である。観光客のグループは、廃止されたクヴァーケンブリュック＝ライネ線でハンドカーを楽しむことができる。さらにアルトラントを旅するサイクリング愛好者にはクヴァーケンブリュック市内を多くの自転車道が通っている。

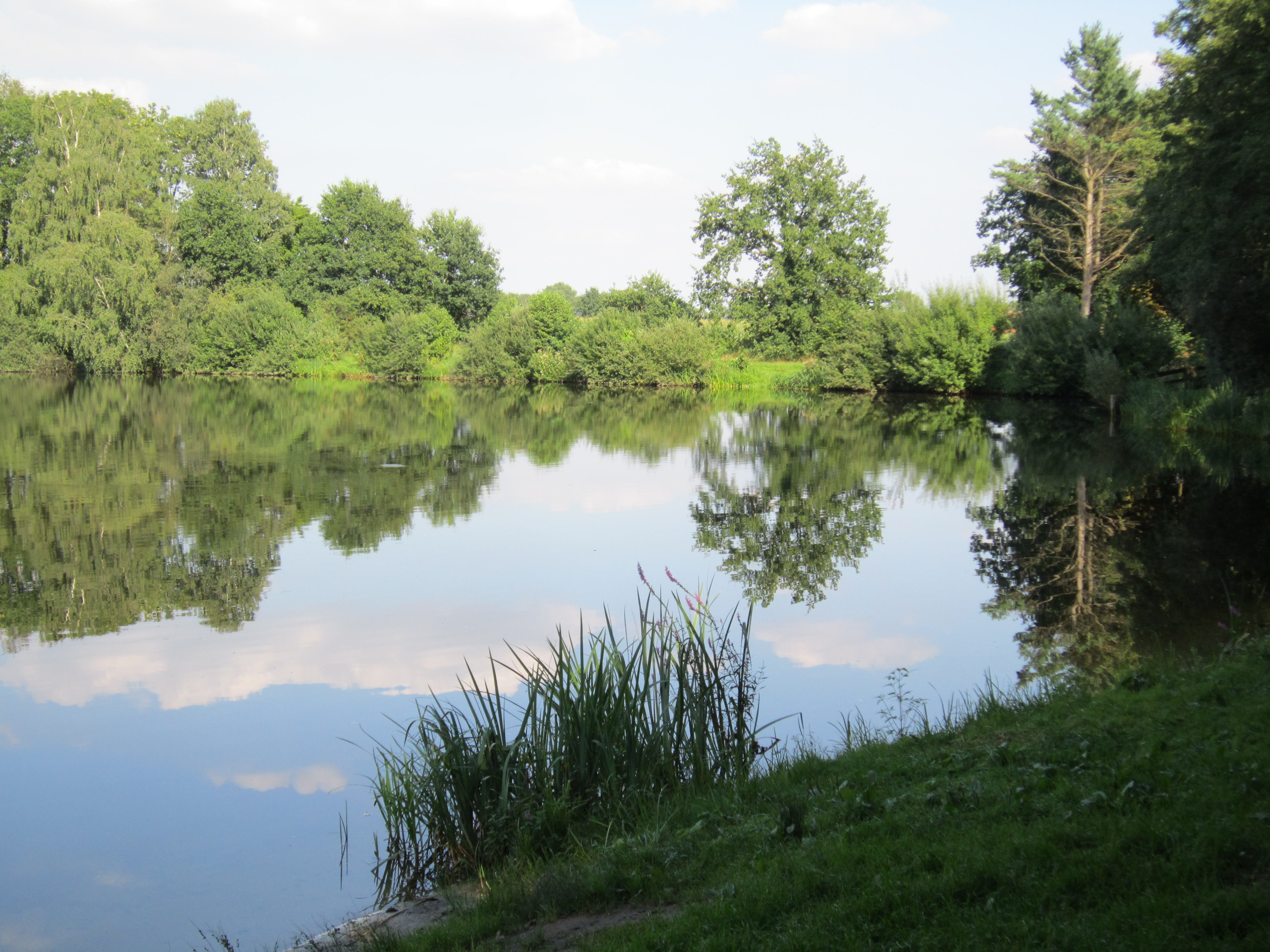
フェリエン湖

釣りの愛好者は、ゲストカードによってクヴァーケンブリュック・スポーツフィッシングクラブ「フィッシェ」の管理する数多くの水域で釣りをすることができる。このクラブが管理する水域は、グローセ・ハーゼ川、クライネ・ハーゼ川、市域内のグローター運河、ダイヒハーゼ川、グローセ・ミューレンハーゼ川、ハーゼ越水口、ヴラウ川、フェリエン湖、ダイヒ湖、バッガークーレ、レンプラッツ池、イム・フラッハ水域である。

### メディア
「ベルゼンブリュッカー・クライスブラット」は「ノイエ・オスナブリュッカー・ツァイトゥング」のローカル紙であり、クヴァーケンブリュックに編集本部を置いている。同じ建物には、ザムトゲマインデ・アルトラントの図書館やクヴァーケンブリュック市立図書館が入居している。合わせて2万冊を越える書籍を収蔵している。
さらにオスナブリュック郡北部、オルデンブルク南部およびエムスラントの一部（狭い地域のみ）を対象とする地方誌「フォルトレッファー」が刊行されている。この雑誌は隔週刊であるが、夏季には数週間休刊となる。「マルクトプラッツ」は、アルトラント＝アトリエの隔月間の雑誌である。「ON アム・ゾンターク」は、オスナブリュックおよびオスナブリュッカー・ラント向け情報面を有する雑誌で、日曜日に刊行されている。

### 医療サービス
1971年までクヴァーケンブリュックには2つの病院、福音主義のベターニエン病院とカトリックのボロメウス病院があったが、1971年9月23日に統合された。ニーダーザクセン州社会省との共同作業で420床の病院建設が計画され、1974年5月14日に定礎がなされた。3年後に工事は完成し、ハウス I として業務が開始し、糖尿病関連の医療サービスが拡充された。その1年後にベターニエン病院が改築、改修された。ハウス II には、新しい医療科である神経科と精神科が入居した。1999年のハウス II の近代化に伴い、神経科がハウス I に移転した。病院のロビーや、エキュメニズムの礼拝堂「アルケ」では、定期的にコンサート、朗読会、展示会といった文化イベントが開催されており、その多くが無料で入場できる。

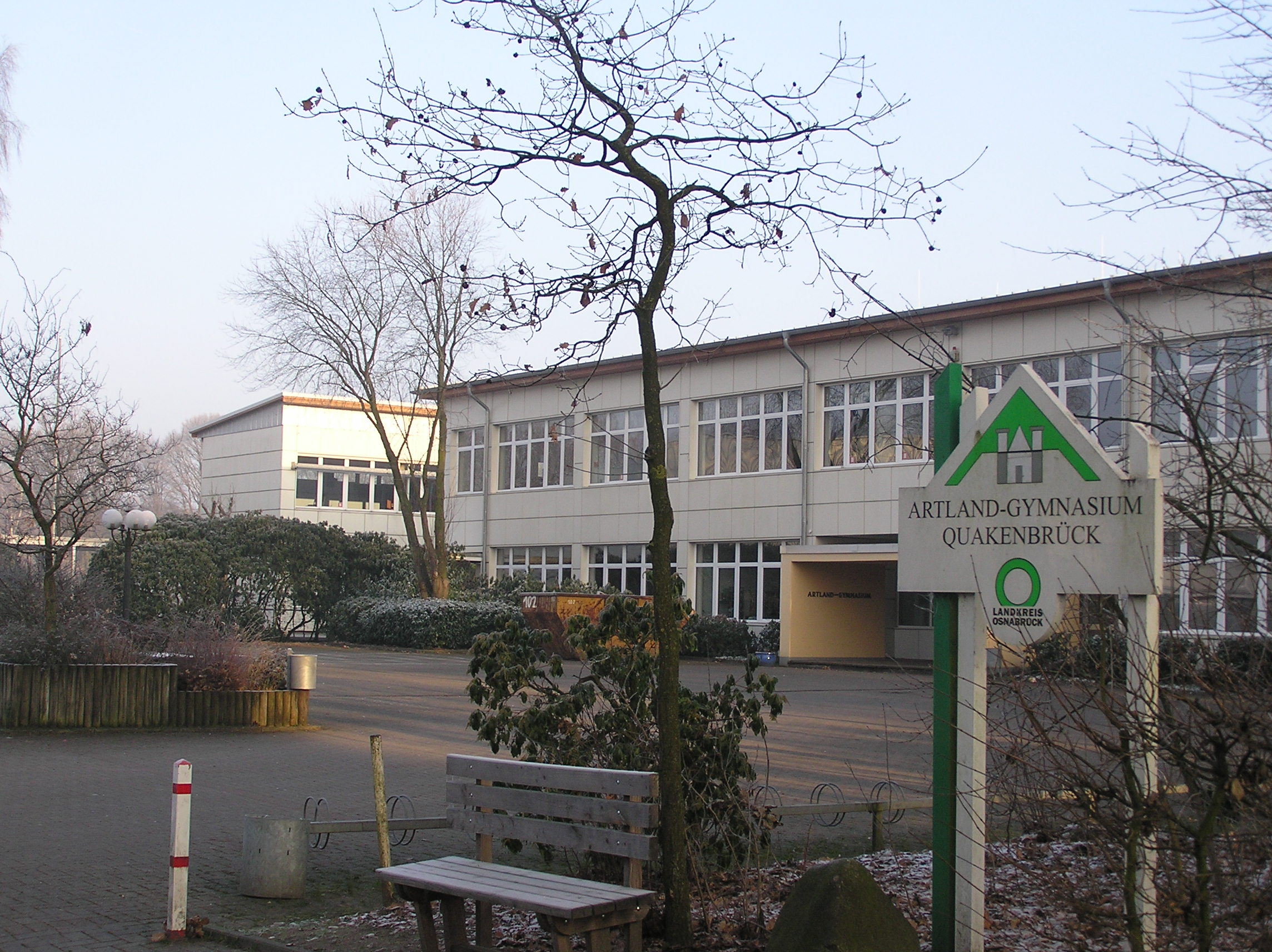
アルトラント＝ギムナジウム

### 教育
クヴァーケンブリュックは学園都市と称される。この街には、北ドイツで最も古いギムナジウムであるアルトラント＝ギムナジウムがある。この学校は、1354年に設立されたラテン語学校にまで遡る。3校の基礎課程学校、1校の本課程・実科学校（アルトラント本課程・実科学校）、1校の養護学校（1966年に学習障害者のための特殊学校として設立されたハーゼタールシューレ）、オスナブリュック郡立経済学・経営学職業専門学校、治療教育、ポドロジー、糖尿病学、物理療法学の専門学校、看護学校、市民大学と様々な教育施設を完備している。また、オスナブリュック大学学士課程の分校設立が計画されている。さらにオスナブリュック郡立音楽学校、ブルクマンスカペレ・クヴァーケンブリュック e.V. の音楽学校、市立のスピーチ学校、多くの予備校がこの街に存在する。
クヴァーケンブリュックで最初の高等教育施設がいつ設立されたかは、現在も明らかではない。確実なのは1354年に「rector scolarum in Quakenbr.」（クヴァーケンブリュックの校長）という記述が文献に遺されていることである。この学校が聖ジルヴェスター修道会の施設で、元々は若い聖職者を教育していたという点については、年代記作者の見解が一致している。一連の会計記録から、遅くとも1507年からは市がこの学校に関与していることが判っている。1893年まで学校は聖ジルヴェスター教会の付属建造物に入居していた。
1647年に首席司祭フィトゥス・ビューシャーは新たに学校を設立した。古いラテン語学校は福音主義の国民学校と関連しており、これとは別にカトリックの学校があった。19世紀になるとラテン語教育の独占体制が弱体化し、クヴァーケンブリュック市当局はプロギムナジウムへの変革を要望した。この学校は1832年に3人の教師、3つのクラス、40人の生徒で開校した。その後生徒数は減少し続けたが、レアルギムナジウムに改編されると生徒数は上昇に転じた。1874年に学校はグローセ・ミューレン通りの新校舎に移転し、その後何度も増改築が繰り返された。しかし1964年に生徒数が550人にまで増加したため、またしても新校舎が必要となった。約700人まで学ぶことができる新しい学校建築群は1967年1月20日に完成した。この際、クヴァーケンブリュック出身の当時の経済・交通大臣カール・メラーが祝辞を述べた。

## 人物
この街の最も有名な出身は、1504年にクヴァーケンブリュックで生まれた宗教改革家ヘルマン・ボンヌスである。このほかにこの街で活動した歴史上の人物としては、以下の人物がいる。バートベルク出身の彫刻家で画家、さらにはヴァイオリン製作者でもあるカール・アレダー、詩人のルートヴィヒ・ブリル、ノーベル賞受賞者クラウス・クリッツィング。クヴァーケンブリュック出身者には、映画歴史家のエンノ・パタラスもいる。

### 出身者
- ディートリヒ・ヘルマン・ヘーゲヴィシュ（ドイツ語版、英語版）（1746年 - 1812年）歴史研究家

### ゆかりの人物
- フリードリヒ・エーベルト（1871年 - 1925年）ドイツ国初代大統領。1891年に馬具職人としてクヴァーケンブリュックで働いた。
- ヴィルヘルム・ベンドウ（ドイツ語版、英語版）（1884年 - 1950年）俳優。1905年から1906年に実科ギムナジウムで学んだ。
- ホルガー・シューカイ（1938年 - ）ミュージシャン。国際的に知られたバンド「カン_(バンド)」のメンバー。クヴァーケンブリュックのアルトラント＝ギムナジウムで音楽教師を務めていた。
- クラウス・フォン・クリッツィング（1943年 - ）物理学者。ノーベル物理学賞受賞者。1962年にクヴァーケンブリュックでアビトゥーアを取得した。彼の名にちなんだ通りがある。
- ハンス＝ゲルト・ペテリング（1945年 - ）政治家。欧州議会議長。アルトラント＝ギムナジウムの卒業生。

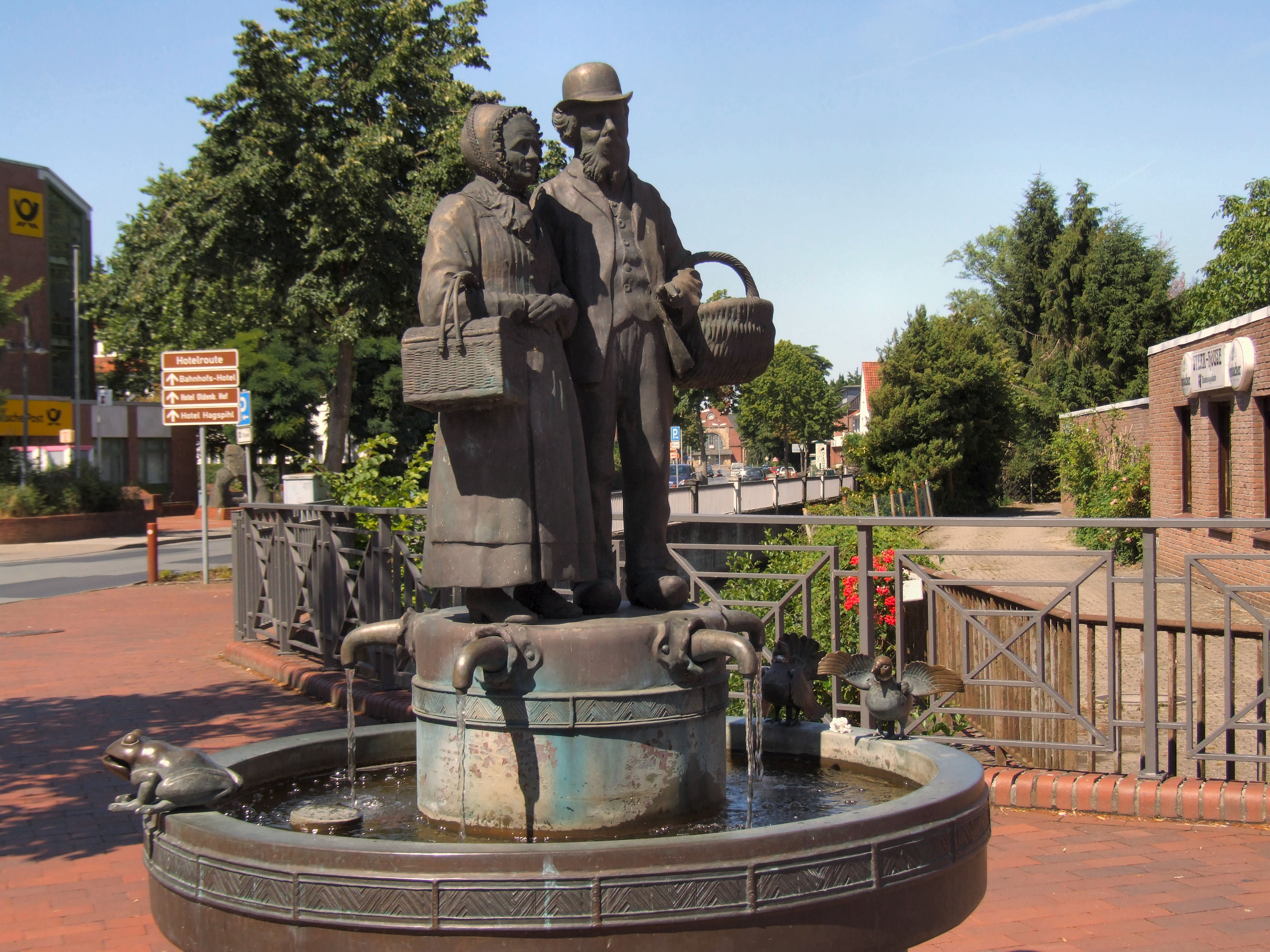
ケッセ夫妻ユルクとミンヒェンの泉

### ケッセ夫妻ユルクとミンヒェン
おしどり夫婦の「ケッセ夫妻ユルクとミンヒェン」、本来の名はゲルハルトとヴィルヘルミーネのケッセ夫妻はクヴァーケンブリュック出身である。彼らは晩年をクヴァーケンブリュックの救貧院で暮らし、かごを編んで生計を立てていた。ユルクは1910年に、ミンヒェンは1917年に亡くなった。彼らは福音主義墓地の共同墓地に葬られた。彼らに泉が捧げられた。

## 訳注
1. ↑  1848年のドイツ革命や1920年のカップ一揆の際の犠牲者。またその追悼行事。